# Jugoszlávia megszállása
Jugoszlávia megszállása, (amelyet áprilisi háborúnak, vagy 25-ös hadműveletnek is neveznek) a tengelyhatalmak náci Németország vezette támadása volt a Jugoszláv Királyság ellen, amely a második világháború alatt 1941. április 6-án kezdődött. Az invázió parancsát a „25. számú führeri direktívában” tették közzé, amelyet Adolf Hitler a tengelypárti kormányt megdöntő jugoszláv államcsínyt követően 1941. március 27-én adott ki.
Az invázió a Luftwaffe (Német Légierő) Belgrád és a Jugoszláv Királyi Légierő (VVKJ) létesítményei elleni elsöprő légitámadásával, valamint a német szárazföldi erők Délnyugat-Bulgária felőli támadásaival kezdődött. Ezeket a támadásokat további német csapások követték Romániából, Magyarországról és az Ostmarkból (a mai Ausztria, akkor Németország része volt). Az olasz erők invázója április 11-ig a légi és tüzérségi támadásokra korlátozódott, amikor az olasz hadsereg Ljubljana, valamint az Isztriai-félsziget és Lika irányába, valamint a dalmát partok mentén támadt. Ugyanezen a napon a magyar csapatok bevonultak a szerbek által 1918-ban megszállt, majd elcsatolt Bácskába és Baranyába, de az olaszokhoz hasonlóan nagyobb ellenállásba nem ütköztek. Az Albánia olasz protektorátusának északi részeit ért jugoszláv támadás kezdetben sikerrel járt, de a jugoszláv erők többi részének összeomlása miatt ennek nem volt folytatása.
A Jugoszláv Királyi Hadsereg hirtelen összeomlását a történészek számos módon magyarázzák, ideértve a rossz kiképzést és felszerelést, az ellenségeskedés gyors leállítására vágyó tábornokokat, valamint a horvátok, a szlovének és német ötödik hadoszlop tevékenységét. Ez utóbbit azonban többen kérdőjelezik olyan történészek, akiknek az a véleményük, hogy az ötödik hadoszlop csekély hatással volt az események végső kimenetelére. Az invázió 1941. április 17-én ért véget, amikor fegyverszünetet írtak alá a jugoszláv hadsereg feltétel nélküli megadásáról, amely április 18-án délben lépett életbe. A Jugoszláv Királyságot ezután a tengelyhatalmak megszállták és felosztották. Szerbia és Bánság nagy része német megszállási övezet lett, míg Jugoszlávia más területeit a szomszédos országok, Magyarország, Olaszország, Albánia és Bulgária annektálta. Horvátország Független Horvát Állam néven (szerbhorvátul: Nezavisna Država Hrvatska, rövidítve: NDH), magában foglalva a Szerémséget és Bosznia-Hercegovinát a tengelyhatalmak bábállama lett. Olaszország 1940. október 28-i elakadt görögországi inváziója, valamint a németek által vezetett görögországi invázió (Marita hadművelet) és Kréta megszállása (Merkur hadművelet) mellett a Jugoszlávia elleni invázió a Németország balkáni hadjáratának (németül: Balkanfeldzug) a részét képezte.

## Előzmények
1940 októberében a fasiszta Olaszország megtámadta a Görög Királyságot, hogy aztán a vártnál nagyobb görög ellenállás miatt visszaszoruljon Albániába. A német diktátor Adolf Hitler felismerte, hogy szövetségese, az olasz diktátor Benito Mussolini segítségére kell mennie. Hitler ezt nemcsak azért tette, hogy helyreállítsa a tengelyhatalmak megcsappant presztízsét, hanem azért is, hogy megakadályozza Nagy-Britanniát abban, hogy bombázza a romániai olajmezőket, ahonnan náci Németország olajának nagy részét szerezte.
1940-ben és 1941 elején Magyarország, Románia és Bulgária mind csatlakoztak a háromhatalmi egyezményhez és ezáltal csatlakoztak a tengelyhatalmakhoz. Hitler ezután Jugoszláviát is nyomás alá helyezte, hogy csatlakozzon az egyezményhez. A régens, Pál herceg engedett ennek a nyomásnak, és 1941. március 25-én bejelentette Jugoszlávia csatlakozását az egyezményhez. Ez a lépés rendkívül népszerűtlen volt a szerb szervezetek, a nemzetvédelem, a Csetnik Szövetség, a szerb ortodox egyház, a jugoszláv katonai szervezetek szerbek uralta tisztikara, valamint a szerb lakosság nagy része, és a liberálisok, valamint a kommunisták körében. Katonatisztek (főleg szerbek) 1941. március 27-én államcsínyt hajtottak végre, lemondásra kényszerítették a régenst, és a 17 éves Péter herceget nagykorúsítva, királyként államfővé nyilvánították.

## Előkészületek

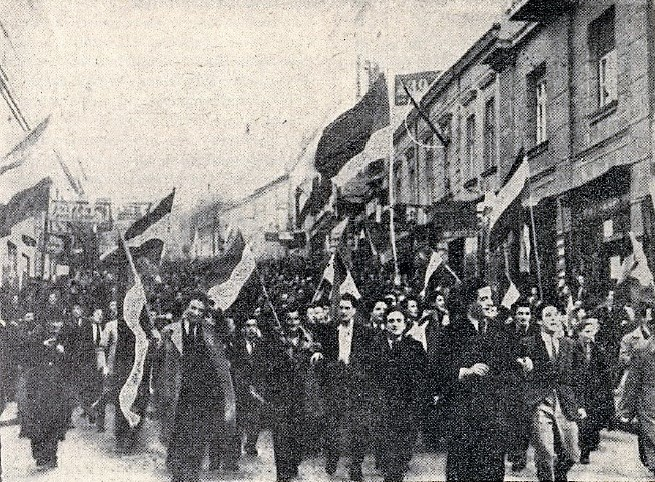
Tüntetés Belgrádban 1941. március 27-én

A jugoszláviai puccs hírére Hitler március 27-én Berlinbe hívta katonai tanácsadóit. A puccssal egy napon kiadta 25-ös számú direktíváját, amely Jugoszláviát ellenséges állammá nyilvánította. Hitler a puccsot személyes sértésként fogta fel, és annyira feldühödött, hogy szavai szerint elhatározta, hogy „katonailag és államként is elpusztítja Jugoszláviát” („Jugoslawien militärisch und als Staatsgebilde zu zerschlagen”) és ezt „könyörtelen keménységgel” és „anélkül, hogy megvárnák az új kormány esetleges hűségnyilatkozatát” fogja végrehajtani.
Magyarország 1940. november 20-án csatlakozott a háromhatalmi egyezményhez, de december 12-én Jugoszláviával „örök barátsági szerződést” kötött. A német háborús direktíva 1941. március 27-i kihirdetése után a magyar vezetés kettészakadt. Horthy Miklós kormányzó és a katonaság a jugoszláviai invázióban való részvétel mellett döntött, és másnap mozgósították a hadsereget. Teleki Pál miniszterelnök azonban igyekezett megakadályozni a német csapatok áthaladását Magyarországon, és hangsúlyozta, hogy a Jugoszláviával kötött szerződés akadálya a németekkel való együttműködésnek.

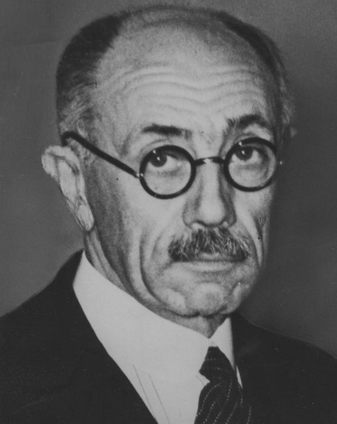
gróf Teleki Pál magyar miniszterelnök

Április 1-jén Jugoszlávia, első világháborús szerb gerillacsapatai után, amelyek ellenálltak a központi hatalmaknak létrehozta a csetnik parancsnokságot. A parancsnokság egy gerillaháború vezetésére szolgált, arra az esetre, ha az országot megszállják. A hadsereg főhadiszállását Újvidékről a közép-szerbiai Kraljevóba helyezték át. Április 2-án, miután a német nagykövetet már konzultációra visszahívták, a nagykövetség megmaradt munkatársait arra utasították, hogy hagyják el a fővárost, és figyelmeztessék a baráti nemzetek nagykövetségeit is, hogy szintén evakuálják őket. Ez csalhatatlan jele volt annak, hogy Jugoszláviát hamarosan megszállják.
Április 3-án Hitler kiadta a 26-os direktívát, amely részletezte az invázió támadási tervét és az inváziós erők parancsnoki beosztását, valamint Magyarországnak területeket ígért. Ugyanezen a napon Teleki öngyilkosságot követett el. Horthy kompromisszumra törekedve aznap este közölte Hitlerrel, hogy Magyarország betartja a jugoszlávokkal kötött szerződést, de Horvátország kiválása és Jugoszlávia megszűnése esetén annak hatálya is megszűnik. Mivel a Független Horvát Állam kikiáltásával április 10-én ez a forgatókönyv megvalósult, Magyarország csatlakozott az invázióhoz, hadserege pedig már másnap átlépte a jugoszláv határt.

## A szembenálló erők

### A tengelyhatalmak erői
Az invázió élén a német 2. hadsereg állt a 12. hadsereg, és az 1. páncéloshadsereg elemeivel, valamint egy független páncéloshadtesttel és a Luftwaffe elsöprő erejű támogatásával kombinálva. A 19 német hadosztályból öt páncéloshadosztály, két gépesített gyalogos hadosztály és két hegyivadász hadosztály volt. A német haderőbe három jól felszerelt független gépesített gyalogezred is tartozott, és több mint 750 repülőgép támogatta. Az olasz 2. hadsereg és 9. hadsereg összesen 22 hadosztályt és 666 repülőgépet sorakoztatott fel a hadműveletre. Az invázióban a magyar 3. hadsereg is részt vett, több mint 500 repülőgép támogatásával.

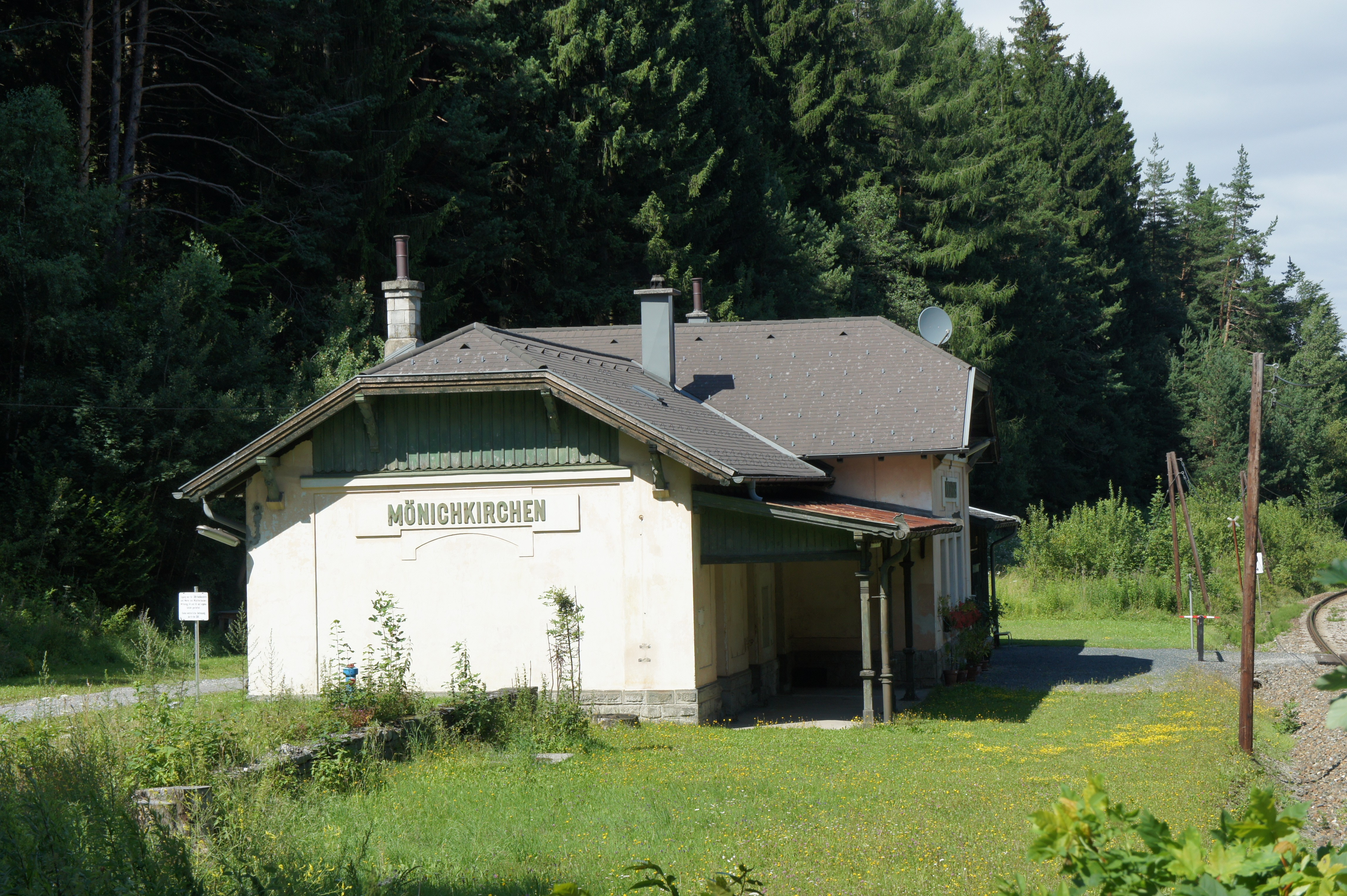
Mönichkirchen vasútállomás épülete

A hadművelet a „Frühlingssturm” (Tavaszi vihar) kódnevet viselte, és a Führer mobil parancsnoki vonata a „Führersonderzug” „Amerika” különleges kódnévvel Mönichkirchenben a fegyveres erők műveleti vezérkarának (Wehrmachtführungsstabes) „Atlas” kódnevű különvonata mellett állomásozott. Az „Atlas” csak április 11-én, jóval a műveletek megindulása után érkezett Mönichkirchenbe, az „Amerika” pedig csak másnap ért oda. Mönichkirchenre azért esett a választás, mert a közeli vasúti alagút menedéket nyújthatott egy esetleges légitámadás esetén. Mindkét vonat április 26-án tért vissza Berlinbe.
Miután északnyugaton megkezdődött az olasz invázió, III. Viktor Emánuel olasz király, hogy közel legyen a fronthoz, a Moruzzo közelében fekvő Brazzaccóba, a Pirzio Biroli család tulajdonában lévő villába költözött.
Németország a saját területén (Ausztria) kívül három ország területéről támadta Jugoszláviát: Magyarországból, Romániából és Bulgáriából. A német csapatok különböző ürügyekkel és különböző időpontokban vonultak be ezekbe az országokba. Az első ország, amelyet német katonaság igénybe vett, Románia volt. A hivatalos ok a román fegyveres erők kiképzése volt, azonban az igazi cél Románia kőolajkészleteinek védelme és a Szovjetunió elleni támadás előkészítése volt. A Wehrmacht körültekintőbben vonult be Bulgáriába, először azzal az indokkal, hogy légi védelmet nyújtson a Románia olajmezőit támadó erőkkel szemben, később pedig azzal a nyilvánvaló szándékkal, hogy Olaszországot támogatva megtámadja Görögországot. A német csapatok csak akkor léptek be Magyarországra, amikor a Jugoszlávia elleni támadást már megtervezték, és Magyarország részvételét biztosították.

#### Románia részvétele

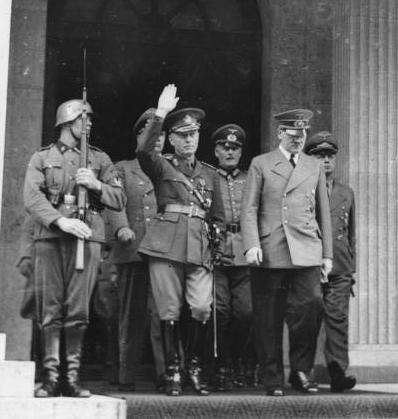
Hitler és Antonescu Münchenben 1941. június 10-én

II. Károly román király Besszarábia és Észak-Bukovina szovjet megszállása után 1940. július 2-án Adolf Hitlernek írt levelében javasolta, hogy Németország küldjön katonai missziót Romániába. A Károly lemondását követő napon, 1940. szeptember 7-én, a román kormány tovább sürgette a német missziót. Berlinben szeptember 19-én döntöttek Románia megsegítéséről, Magyarországot pedig szeptember 30-án kérték meg, hogy járuljon hozzá a német katonáknak az országon történő átszállításához. Az első német csapatok október 10-én érkeztek Romániába. Két nappal később (október 12.) „Heil!” kiáltások közepette vonultak be Bukarestbe. A német csapatok jelenlétének hivatalos magyarázata az volt, hogy a román hadsereg kiképzésére jöttek. Hitler október 10-i utasítása a csapatokat figyelmeztette, hogy „el kell kerülni Románia katonai megszállásának a legkisebb látszatát is”. Október második felében a román kormány vezetője, Ion Antonescu kérte a katonai misszió további kibővítését. A németek boldogan teljesítették a kérést, mivel a ploiești-i olajmezők és finomítók létfontosságúak voltak háborús erőfeszítéseikhez. Románia fontos kiindulópontja volt a Szovjetunió elleni támadásnak is, amely a német csapatok jelenlétét az 1939. augusztus 23-i Molotov–Ribbentrop-paktum megsértésének minősítette.
November közepére Romániában felsorakozott a 13. gépesített gyalogos hadosztály, amelyet a 4. páncélosezreddel, mérnöki és híradós egységekkel, hat vadászgéppel, két felderítő Luftwaffe-századdal, valamint valamennyi légelhárító tüzérséggel erősítettek meg. Összesen hetven ütegből álló tüzérséget szállítottak Romániába. November 23-án Románia aláírta a háromhatalmi egyezményt. Ekkor Németország arról tájékoztatta Romániát, hogy nem várható, hogy részt kell vennie egy Görögország elleni támadásban, de Németország Románia területét akarja felhasználni arra, hogy bázist biztosítson egy német támadáshoz. Antonescu november 24-én találkozott Wilhelm Keitellel, az „Oberkommando der Wehrmacht” főnökével, hogy megvitassák a közös védekezést. A találkozó eredményeként december végén a 16. páncéloshadosztály is Romániába került. Őket 1941 januárjában követte a 12. hadsereg és az első páncéloshadsereg, valamint a tervezett dunai átkeléshez szükséges nehéz hidász berendezések. 1941 januárjára a németek teljes romániai létszáma már 170 639 fő volt. A 12. hadsereg azon elemei, amelyek Romániából Jugoszláviát akarták megszállni, Temesvár közelében gyülekeztek.
1940 novembere és 1941 februárja között a Luftwaffe fokozatosan (22–26 századnyi) 135 vadászgépet és felderítő repülőgépet szállított Romániába. 1941 áprilisának elején tíz nap alatt további 600 repülőgépet szállítottak Franciaországból, Afrikából és Szicíliából Romániába és Bulgáriába. A vadászgépeket és a felderítő járműveket Arad, Déva és Szörényvár repülőtereire küldték. Február 12-én Nagy-Britannia azzal az indokkal, hogy ellenséges megszállt ország, megszakította a diplomáciai kapcsolatokat Romániával.

#### Bulgária részvétele
1940. november elején két esemény győzte meg Hitlert a csapatok, különösen a Luftwaffe Bulgáriában történő állomásoztatásának szükségességéről. Az első hamis jelentések arról szóltak, hogy a britek repülőteret építenek Limnoszon, ahonnan bombázhatják Ploiești-et. A második a görög bázisokról induló, az olasz hajózás elleni brit légitámadások kezdete volt november 6-án. A Bulgáriából induló görögországi német invázió tervezése november 12-én kezdődött.

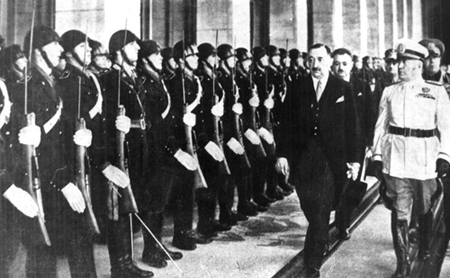
Bogdan Filov bolgár miniszterelnök 1941-ben Rómában Benito Mussolinivel

A szovjetek már november 13-án (helytelenül) azzal vádolták a németeket, hogy csapatai vannak a semleges Bulgáriában. November 18-án III. Borisz bolgár cár találkozott Hitlerrel, és megígérte, hogy részt vesz egy Görögország elleni támadásban, de csak az utolsó pillanatban. Nem sokkal ezután egy német csapat Kurt Zeitzler ezredes vezetésével titokban bevonult Bulgáriába, hogy üzemanyagraktárakat létesítsen, megszervezze a csapatok kiszállítását és felderítse a terepet. Hamarosan követte őket a Luftwaffe személyzete, hogy légi megfigyelőállomásokat létesítsenek. December végére több mint ezer civil ruhás német katona tevékenykedett Bulgáriában, bár ez utóbbi kormánya továbbra is tagadta ezt. A novembertől Bulgáriába telepített bombázók és a zuhanóbombázók is fokozatosan megjelentek. 1941. március végéig a Luftwaffe már 355 repülőgéppel rendelkezett az országban.
Bulgária 1941. február 17-én megnemtámadási egyezményt írt alá Törökországgal, megnyitva az utat a háromhatalmi egyezményhez való csatlakozás előtt, amelyet a miniszterelnök Bogdan Filov írt alá Bécsben március 1-jén. Amikor Ivan V. Petrov, a bolgár nemzetgyűlés jablanicai képviselője megkérdezte, hogy miért nem konzultáltak a nemzetgyűléssel, Filov rámutatott, hogy az alkotmány csak a ratifikáció előtt írja elő a parlament jóváhagyását. Az aláírást a nemzetgyűlés 140 szavazattal 20 ellenében ratifikálta. Az első német csapatok február 28-án keltek át a Dunán Románia felől, egy nappal azelőtt, hogy Bulgária csatlakozott volna a paktumhoz.  A 12. hadsereg nagyobb része, kiegészülve a 8. légihadtesttel március 2-án kelt át a Dunán. Az oroszbarát lakosság üdvözölte őket, mert azt hitték, hogy Németország és a Szovjetunió szövetségesek. A 12. hadsereget eredetileg kizárólag Görögország elleni támadásra szánták. A 25. számú direktíva kézhezvétele után, amely április 8-án Belgrád irányába vetítette előre Jugoszlávia invázióját, a haderőt három csoportra osztották: egy a török, egy a görög, egy pedig a jugoszláv határ mentén sorakozott fel. A gépesített szállítmányokat Romániából hozták be, melyet nagy bravúrral néhány napon belül hajtottak végre.

#### Magyarország részvétele
Bár a lengyelországi hadjárat idején Magyarország a német csapatoktól 1939-ben megtagadta a magyarországi áthaladást, 1940-ben már Románia felé civilként áthaladhattak Magyarországon. 1940 szeptemberében a berlini magyar követség több mint 6500 tranzitvízumot adott ki a Romániába tartó németeknek. Szeptember 30-án, nem sokkal a háromhatalmi egyezmény aláírása után Ribbentrop és Keitel tábornok azt kérte a magyar külügyminisztertől, Csáky István gróftól, aki Bécsben tartózkodott, hogy a németek számára biztosítson tranzitokmányokat a német katonai „kiképző csoportok” számára, hogy átjussanak Romániába. A németeket a végleges megerősítéssel október 3-ig várakoztatták. A megállapodás szövege szerint az éjszakai órákban hat vonat fog áthaladni Magyarországon, amelyek lezárt kocsikban német katonákat szállítanak. A vagonokból nem engednék ki őket, valamint nem lehettek velük vasúti közlekedési tisztek és ellátó tisztek sem.

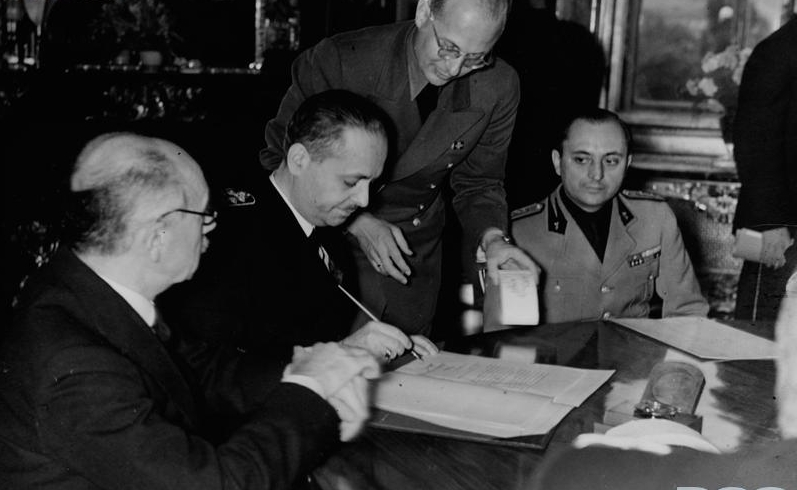
gróf Csáky István magyar külügyminiszter Bécsben aláírja a második bécsi döntés jegyzőkönyvét

A brit kormány kérdésére Barcza György londoni magyar nagykövet azt válaszolta, hogy az áthaladást Románia kérte. Feljegyzéseiben Barcza jelezte, hogy a britek kijelentették, hogy „ha Magyarország megengedi, hogy német csapatok haladjanak át magyar területen Jugoszlávia ellen, Nagy-Britannia megszakítja a diplomáciai kapcsolatokat, sőt hadat is üzenhet nekünk.” Az első német csapatok október 8-án kezdték meg átvonulást Magyarországon. Néhány hivatalos cáfolat ellenére a Reuters beszámolt a csapatok mozgásáról, és az amerikai nagykövet teljes jelentést kapott. A korabeli brit hírszerzés szerint november 2-ig három hadosztály haladt át Magyarországon keresztül Romániába. Teleki Pál magyar miniszterelnök november 20-án Berchtesgadenben Hitlerrel folytatott megbeszélése után aláírta a háromhatalmi egyezményt. A találkozón Hitler beszélt arról a szándékáról, hogy megsegíti Olaszországot Görögország ellen, felkészítve ezzel a magyarokat jövőbeli követeléseire.
1940. december 13-án – a magyar–jugoszláv örök barátsági egyezmény másnapján és Hitler 20. számú direktívájának kiadása napján – megkezdődtek a jelentősebb német csapatmozgások. A németek eleinte 180 mozdonyt ígértek az átszállításhoz, de később a magyarok panaszkodtak, hogy csak 130 érkezett. December 24-én Horthy István, a Magyar Államvasutak (MÁV) elnöke tárgyalásokat követelt a német kérések végrehajtása előtt, de Otto von Erdmannsdorf nagykövet közölte vele, hogy Keitel és Csáky Bécsben már mindent eldöntöttek. A német forgalom akkora volt, hogy a kialakult szénhiány miatt december 28-án a MÁV-nak több napra fel kellett függesztenie a közlekedést az összes vonalán. A magyar tisztviselők igyekeztek minden német követelésnek eleget tenni anélkül, hogy túllépték volna azt, amiben a kormányok megállapodtak. Alkalmanként még szabotázst is alkalmaztak annak megakadályozására, hogy a szükségesnél nagyobb támogatást kelljen nyújtani a németeknek. 1941. január 18-án megállapodás született a német készletek magyar őrzés alatti magyar raktárakban történő tárolásáról, melyben összekötőként csak egy Budapestre vezényelt német tiszt szolgálhatott. Ezeket a készleteket a Görögország elleni hadjáratban használták fel.

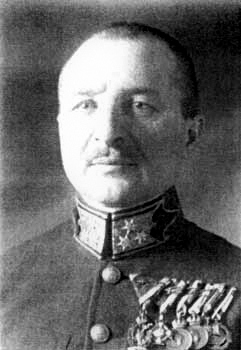
Werth Henrik a magyar hadsereg vezérkari főnöke

1941. március 27-én Hitler értesítette Sztójay Döme magyar nagykövetet arra vonatkozóan, hogy hivatalos javaslatot tesz Magyarországnak a Jugoszlávia elleni támadásban való részvételre. Hitler bizalmasan közölte Horthy Miklóssal, hogy Németország teljes mértékben elismeri a magyar területi igényeket Jugoszláviával kapcsolatban, és visszaveheti Bácskát és a Bánátot, valamint hozzátette: „vigyen el, amennyit csak akar”. Ezzel Horthy többnyire egyetértett és elfogadta Hitler javaslatait. Március 30-án Budapestre érkezett Friedrich Paulus tábornok, és találkozott Werth Henrikkel, a magyar hadsereg vezérkari főnökével és Deseő László vezérőrnaggyal. A Duna–Tisza közén elhelyezkedő 1. jugoszláv hadsereggel szemben a 3. magyar hadsereg, valamint a Fővezérség közvetlen alakulatai vonultak fel. A magyar erők döntő többségét a három hadtest, valamint a 19. dandár gyalogsága tette ki. Állományukba összesen 20 gyalogezred, három közelfelderítő repülőszázad, két kerékpáros zászlóalj és egy önálló huszárszázad tartozott. A magyar szárazföldi haderő legkorszerűbb kötelékét jelentő Gyorshadtest két gépkocsizó dandárral, két lovasdandárral és egy közelfelderítő repülőszázaddal rendelkezett. A tüzérség a dandárok vegyes tüzérezredeiből, a hadtestek és a fővezérségi közvetlenek tüzérosztályaiból tevődött össze. Románia kérése miatt, hogy magyar csapatok ne működjenek a Bánság területén, Paulus módosította a magyar tervet, és csapataikat a Tiszától nyugatra tartották. Paulus beszámolója szerint ezt a végső tervet „térkép formájában rögzítették”, és telefonon azonnal Berlint kellett hívni, hogy a Walther von Brauchitsch által még aznap kiadott 25-ös számú hadműveleti parancsot elfogadhassák.

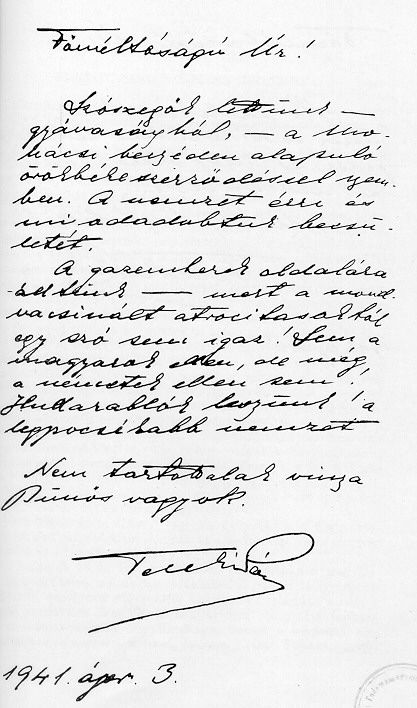
Teleki Pál búcsúlevele

Ez a végső terv egy három dandárból álló magyar hadtestet a Dunától nyugatra Balatontól Barcsig, és tizenkét dandárt (kilenc a fronton és három tartalékban) irányzott elő a bácskai offenzívára. A szárnyakat Dunai Flottilla biztosította, a légierő pedig készenlétben állt a parancsokra. A szovjet határon mozgósították a 8. hadtestből, az 1. hegyi dandárból és a 8. határőr dandárból álló „Kárpát-csoportot” a mozgóhadtesttel tartalékban tartva. Később Werth azt állította, hogy „a kapott felhatalmazás alapján” április 28-án elfogadta ezeket a megállapodásokat – bár a kormány nem így vélekedett az engedélyezett tervekről. Werth április 1-jén kérte a mozgósítási engedélyt, mivel a mozgósítási parancsot a kormánynak jóvá kellett hagynia és a honvédelmi miniszter aláírásával a kormányzónak kellett kiadnia. Werth arra számított, hogy a németek a magyar terület és kommunikáció felhasználásával április 12-én kezdik meg hadműveleteiket, a magyarok pedig április 6-án fejezik be a mozgósítást, és 15-én kezdik meg az offenzívát. Werth kérésének megtárgyalására április 1-re összehívták a Legfelsőbb Védelmi Tanács ülését. Ez hosszas vita után jóváhagyta mozgósítási tervét, de megtagadta a magyar csapatok német parancsnokság alá helyezését, és a magyar hadműveleteket a jugoszlávok által elhagyott területek megszállására korlátozta. Április 2-án Németország azt válaszolta, hogy a Paulus–Werth-megállapodás végleges, és aznap megkezdődött a német törzstisztek Budapestre érkezése. Ugyanezen a napon a britek közölték Magyarországgal, hogy ellenséges államként kezelik, ha Németország felhasználja területét vagy létesítményeit Jugoszlávia elleni támadás során. Április 3-án reggel Teleki Pál öngyilkos lett; mire a kormányzó azonnal visszavonta a már kiadott mozgósítási parancsot, kivéve a Határőrséget és a Gyorshadtestet, amely Werthet lemondására késztette. Horthy ekkor engedélyezte a IV. és V. hadtest, valamint a hegyidandár mozgósítását, Werth pedig visszavonta lemondását. Ez olyan későn történt, hogy a mozgósítás megkezdésének nulla órája április 5-én éjfél volt. Április 3-án reggel a Romániába tartó német egységek, köztük tankok és repülőgépek teljesen nyíltan haladtak át Budapesten.

#### Olaszország részvétele
Olaszország a 2. hadsereget és a 9. hadsereget, összesen 22 hadosztályt biztosított a hadművelethez,, amely körülbelül 300 000 katonát foglalt magában. A 2. olasz hadsereg parancsnoka Vittorio Ambrosio tábornok volt,  és egy gyorshadtestből, egy gépesített hadtestből és három gyalogos hadtestből (V. hadtest, VI. hadtest és XI. hadtest) állt, és Északkelet-Olaszországban gyülekezett, hogy az Isztriai-félsziget és Venezia Giulia felől, a szlovén és horvát határ mentén támadjon. A 2. hadsereget egy három utász zászlóaljból, egy vegyvédelmi zászlóaljból, tizenöt területi zászlóaljból és két helyőrségi zászlóaljból álló gépesített mérnökezred támogatta.

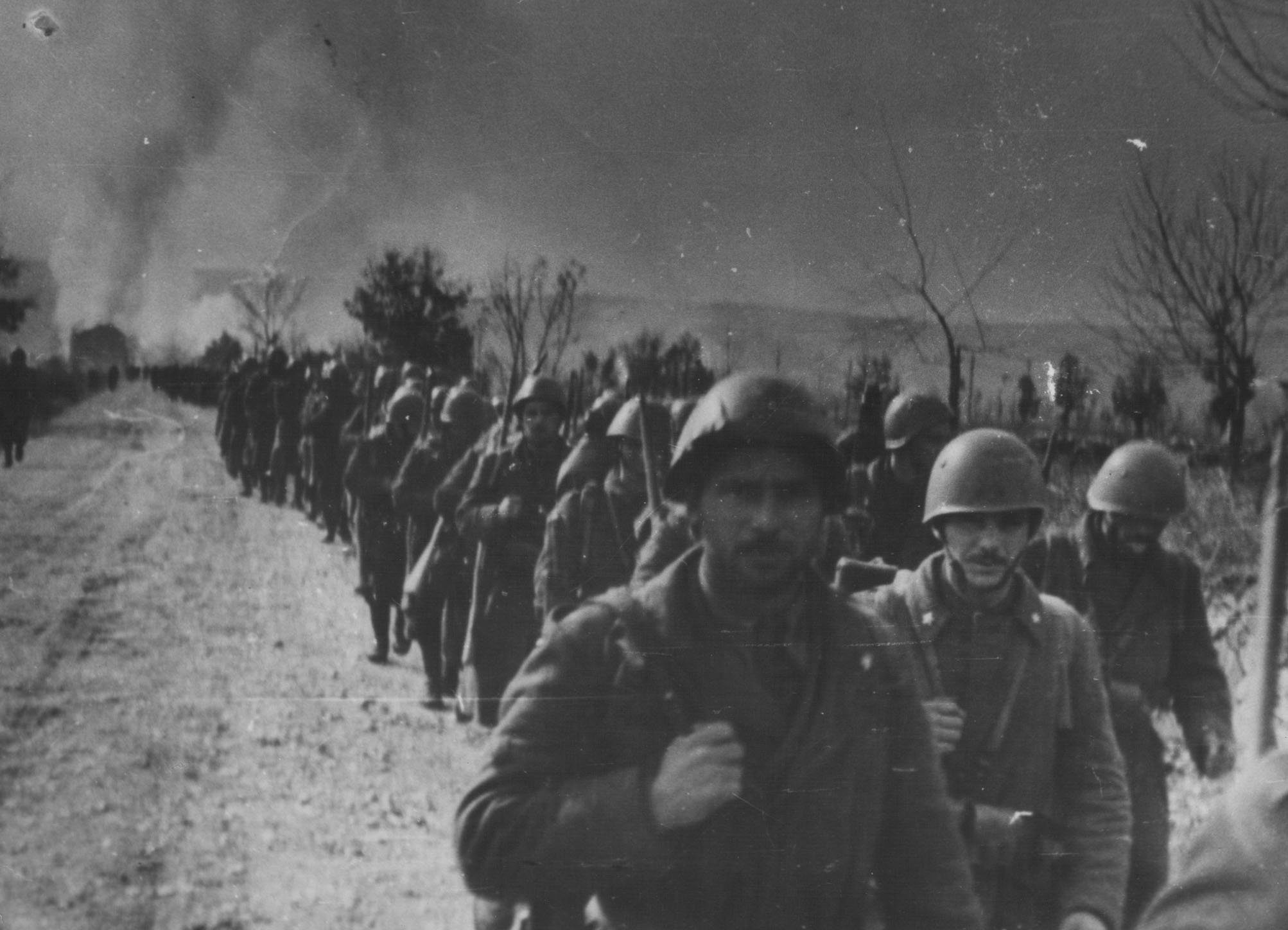
Olasz csapatok előrenyomulása a Dinári-hegységben

Az V. hadtest támogató egységei közé tartozott három gépesített tüzérezred, amelyek tizenhárom zászlóaljból, négy géppuskás zászlóaljból (két gépesített és két szállító), három zászlóaljméretű feketeinges légióból, egy gépesített légvédelmi zászlóaljból, egy utász rohamzászlóalj és egy útépítő zászlóaljból álltak. A VI. hadtesthez négy gépesített tüzérezred, összesen tizenhat zászlóalj, két géppuskás zászlóalj (egy gépesített és egy lóvontatású) és egy gépesített légvédelmi ezred tartozott. A XI. hadtest egy gépesített tüzérezredből állt, amely négy zászlóaljból, három géppuskás zászlóaljból (egy motoros, egy lóvontatású és egy statikus) és hat zászlóaljméretű feketeinges légióból állt. A motorizált hadtestet egy három zászlóaljból álló gépesített tüzérezred és egy gépesített mérnökzászlóalj támogatta. Ezenkívül Albániában állomásoztak az olasz 9. hadsereg hadjáratban részt vevő elemei Alessandro Pirzio Biroli tábornok parancsnoksága alatt, mely két gyalogos hadtestből és néhány Albánia északi részén levő egységből állt.

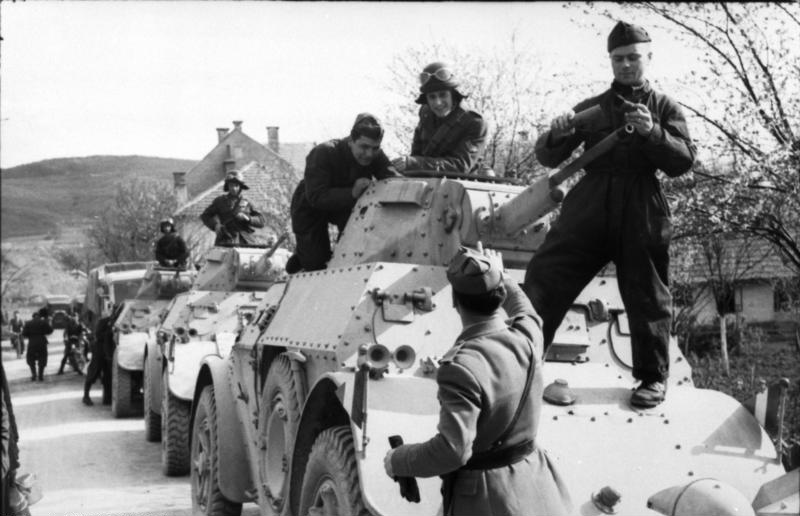
Olasz Autoblinda 41 páncélgépkocsik a Balkánon a második világháborúban

A XIV. hadtestet egy lovasezred, három határőrzászlóalj, egy pénzügyőrzászlóalj és két katonai rendőr zászlóalj támogatta. A XVII. hadtesthez tartozott a „Diamanti” feketeinges csoport, amely hat feketeinges ezredből állt, egyenként két zászlóaljjal, az albán kiképzésű „Skanderbeg” feketeinges ezred két zászlóaljából, egy másik két zászlóaljból álló feketeinges ezred, egy lovasezred, egy „Bersaglieri” gépesített lövész zászlóalj, három határőrzászlóalj, egy pénzügyőrzászlóalj, egy három zászlóaljból álló gépesített tüzérezred, egy katonai rendőrzászlóalj és egy Fiat M13/40 könnyű harckocsikkal felszerelt harckocsiszázad. A „Librazhd” szektorba tartozott egy négy zászlóaljból álló gépesített tüzérezred, egy kerékpáros „Bersaglieri” ezred, egy lovas ezred, a „Biscaccianti” feketeinges csoport, amely két feketeinges ezredből, összesen öt zászlóaljból állt, az ezred méretű „Agostini” feketeinges milícia és a „Briscotto” csoport, egy ezred méretű alakulat, amely egy „Alpini” zászlóaljból és két pénzügyőrzászlóaljból állt.
Zára tartomány helyőrsége körülbelül 9000 főt számlált Emilio Giglioli dandártábornok teljes parancsnoksága alatt. A helyőrség a következőkből állt: két fő csoportosítás és a válogatott támogató egységek. A két fő csoport az ezred méretű „Fronte a Terra” (Szárazföldi Front) volt, amely három statikus géppuskás zászlóaljból és egy kerékpáros „Bersaglieri” zászlóaljból, valamint a zászlóaljerősségű „Fronte a Mare” (Tengeri Front) volt, amely két géppuskás századból, egy légelhárító ütegből, egy parti tüzér ütegből és egy haditengerészeti tüzér ütegből állt. A támogató egységek egy három zászlóaljból álló tüzérezredből, két önálló tüzér zászlóaljból, egy géppuskás zászlóaljból, egy gépesített légelhárító zászlóaljból (egy üteggel kevesebbel), egy mérnökzászlóaljból, egy feketeinges századból és egy L3/35-ös kisharckocsi-egységből állt.

### A Jugoszláv Királyi Hadsereg
A jugoszláv haderőt a Jugoszláv Királyi Hadsereg (Vojska Kraljevska Jugoslavije, VKJ) több mint 33 hadosztállyal, a Jugoszláv Királyi Légierő (Vazduhoplovstvo Vojske Kraljevine Jugoslavije, VVKJ) négy légidandárral, több mint 400 repülőgéppel, és a kisméretű Jugoszláv Királyi Haditengerészet (Kraljevska Jugoslovenska Ratna Mornarica, KJRM) négy rombolóval és négy tengeralattjáróval, valamint néhány dunai monitorral képezte. A VKJ nagymértékben támaszkodott a lóvontatású szállítmányozásra, az invázió idején csak részben mozgósítható volt. Mindössze 50 olyan harckocsija volt, amely egyenrangúan tudott megküzdeni a német tankokkal. A VVKJ egy sor jugoszláv, német, olasz, francia és brit tervezésű repülőgéppel volt felszerelve, köztük kevesebb mint 120 modern vadászrepülőgép volt.

#### Felszerelés és szervezet

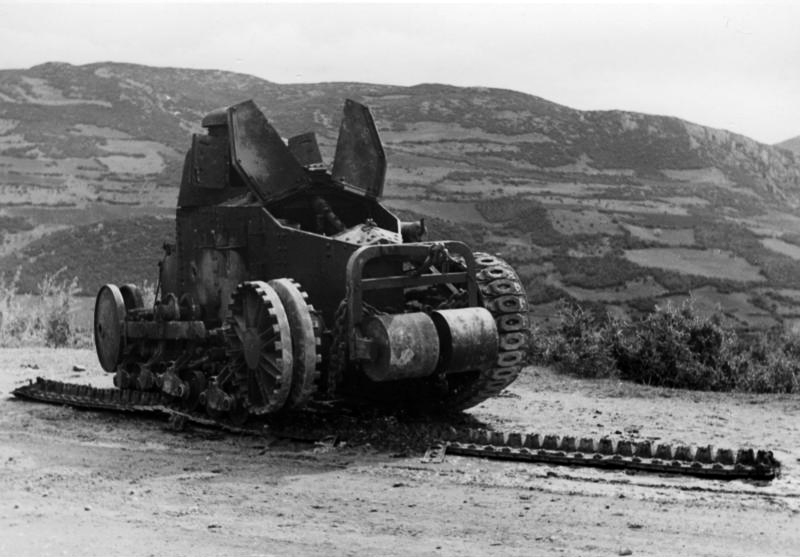
Szétlőtt jugoszláv Renault FT harckocsi

Az első világháború után megalakult VKJ még nagyrészt abból a korszakból származó fegyverekkel és hadianyagokkal volt felszerelve, bár a cseh felszerelések és járművek beszerzésével némi korszerűsítés megkezdődött. A mintegy 4000 tüzérségi eszköz közül sok volt öreg és lóvontatású, de körülbelül 1700 darab viszonylag modern, köztük 812 darab cseh 37 mm-es páncéltörő löveg és 47 mm-es páncéltörő löveg volt. Körülbelül 2300 darab aknavető és mozsár is volt, köztük 1600 darab modern 81 mm-es Brandt modèle 27/31, valamint huszonnégy 220 és 305 mm-es mozsár. A 940 légvédelmi ágyúból 360 darab 15 mm-es és 20 mm-es cseh és olasz modell volt. Mindezeket a fegyvereket különböző forrásokból importálták, de a különböző modelleknél gyakran hiányoztak a megfelelő javítási és karbantartási lehetőségek. Az egyetlen gépesített egység a három lovashadosztályban a hat gépesített gyalogzászlóalj, a hat gépesített tüzérezred, és a két, összesen 110 harckocsival felszerelt harckocsizászlóalj volt, amelyek közül az egyik első világháborús Renault FT modelleket, a másik 54 darab modern francia modellt tartalmazott. Ezek Renault R35 harckocsik voltak, plusz egy független harckocsiegység is volt nyolc cseh T-32 (Š-I-D) páncélvadásszal. Az inváziót közvetlenül megelőző hónapokban mintegy 1000 darab katonai célú teherautót importáltak az Amerikai Egyesült Államokból.
A jugoszláv hadsereg teljesen mozgósítva 28 gyalogos hadosztályból, három lovashadosztályból és 35 független ezredből állt. Az önálló ezredek közül 16 a határ menti erődítményekben, 19 pedig kombinált ezredként, vagy körülbelül egy megerősített dandár nagyságával „odredként” szerveződött meg. Minden odrednek egy-három gyalogezrede és egy-három tüzérzászlóalja volt, amelyek közül három „alpesi” egységként szerveződött. A német támadás azonban még mozgósítás közben érte a hadsereget, és az invázió kezdetén mindössze 11 hadosztály volt a meghatározott védelmi pozíciójában. A jugoszlávok április 3-ig halasztották a teljes mozgósítást, hogy ne provokálják Hitlert. Az egységek létszámuk 70-90 százalékáig voltak feltöltve, mivel a mozgósítás nem fejeződött be. A jugoszláv hadsereg összesen körülbelül 1 200 000 fős volt, amikor a német invázió elkezdődött.

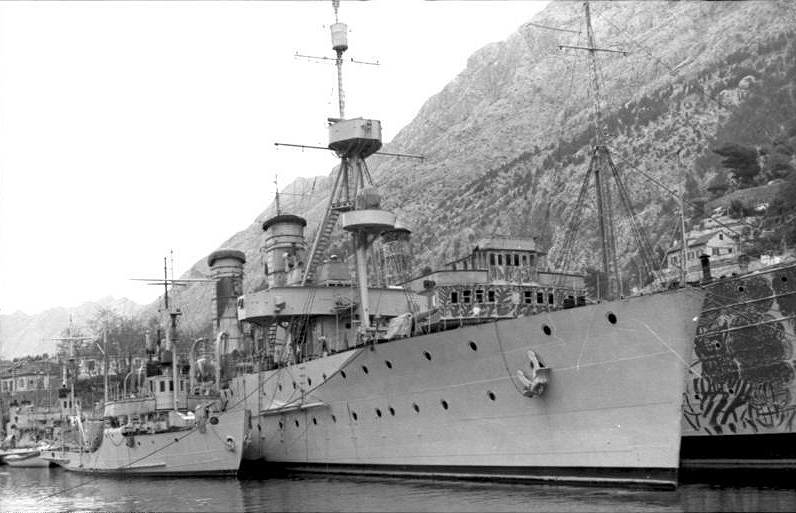
Jugoszláv hadihajók a Kotori-öbölben

A VVKJ 1875 tisztből és 29 527 egyéb parancsnoki beosztású katonából állt, köztük mintegy 2000 pilótával, akiknek több mint 460 frontvonali repülőgépe volt részben hazai gyártású (IK-3-as), részben német, olasz, francia és brit gyártású, amelyek többsége modern típus volt. A 22 bombázószázadba és 19 vadászrepülőszázadba szervezett főbb hadműveleti repülőgéptípusok közé 73 darab Messerschmitt Bf 109 E, 47 darab Hawker Hurricane Mk I (melyek közül több licenc alapján épült Jugoszláviában), 30 darab Hawker Fury II, 11 darab Rogozarski IK-3 vadászgép (több még építés alatt), 10 darab Ikarus IK-2, 2 darab Potez 63, egy darab Messerschmitt Bf 110C-4-es (navigációs hiba miatt április elején fogták el) és egy darab Rogozarski R 313-as vadászgép, valamint 69 darab Dornier Do 17 K (köztük 40 plusz licenccel épített), 61 darab Bristol Blenheim Mk I (köztük mintegy 40 licences) és 40 darab Savoia Marchetti SM-79 K bombázó tartozott. A hadsereg felderítő egységei hét csoportból álltak, 130 elavult jugoszláv gyártású Breguet 19 és Potez 25 könnyű bombázóval. Volt még további, mintegy 400 darab kiképző- és segédrepülőgép. A haditenderészet repülőegységei 75 darab repülőgépből álltak, melyek nyolc századba voltak szervezve, és amelyek többek 12 német gyártású Dornier Do 22 K és 15 Rogozarski SIM-XIV-H helyi tervezésű és gyártású hidroplán repülőgéppel voltak felszerelve. A VVKJ-hez szállítási szolgáltatások nyújtására az Aeroput jugoszláv légitársaság hat Lockheed Model 10 Electra, három Spartan Cruiser és egy de Havilland Dragon repülőgépét mozgósították.
A KJRM egy idős, egykori német könnyűcirkálóval (csak kiképzési célokra volt alkalmas), egy nagy, modern, brit tervezésű rombolóval (a flotta vezérhajója), három francia tervezésű modern rombolóval (kettő Jugoszláviában épült és egy még építés alatt állt), egy repülőgép-anyahajóval, négy modern tengeralattjáróval (két régebbi francia és két brit építésű) és 10 modern torpedónaszáddal volt felszerelve. A régebbi hajók közül hat az osztrák haditengerészet közepes torpedóhajója, hat aknarakóhajó, négy nagy páncélozott folyami monitor és különféle segédjárművek voltak.

#### Hadrend
A jugoszláv hadsereg három hadseregcsoportra és a parti védelmi csapatokra szerveződött. A 3. hadseregcsoport volt a legerősebb (a 3., 3. területi, 5. és 6. hadsereggel), amely a Románia, Bulgária és Albánia határait védte. A 2. hadseregcsoport (az 1. és 2. hadsereggel) a Vaskapu és a Dráva folyó közötti régiót védte. A főként horvát csapatokból álló 1. hadseregcsoport (a 4. és 7. hadsereggel) Horvátországban és Szlovéniában védte az olasz, német (osztrák) és magyar határokat.

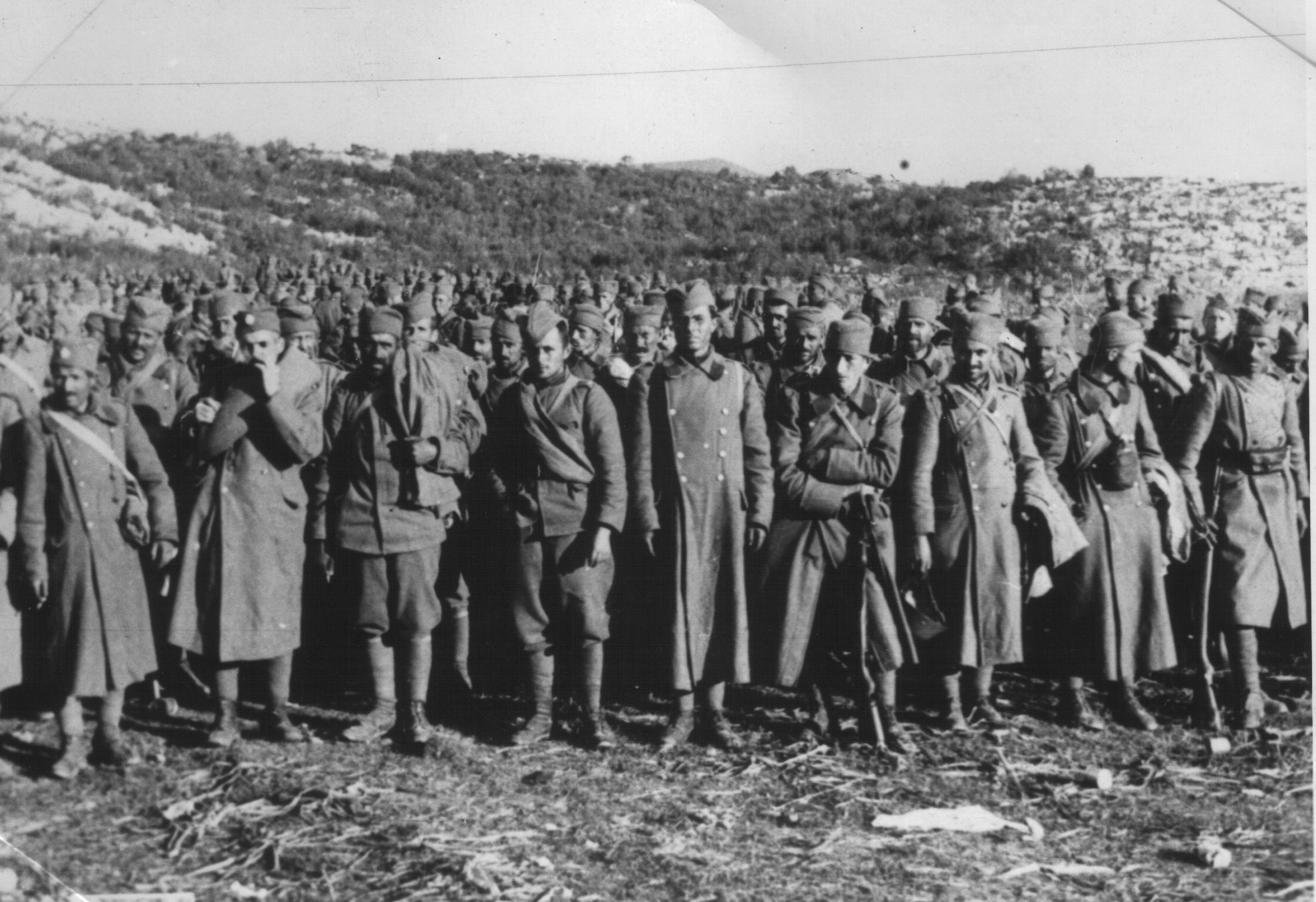
A Jugoszláv Királyi Hadsereg katonái a kapituláció után

Az egyes hadseregek ereje alig haladta meg egy hadtest erősségét, a hadseregcsoportok a következő egységekből álltak:
- 3. hadseregcsoport 3. hadserege négy gyalogos hadosztályból és egy lovasságból állt; a 3. területi hadsereg három gyaloghadosztályból és egy önálló gépesített tüzérezredből; az 5. hadsereg négy gyaloghadosztályból, egy lovashadosztályból, két odredből és egy önálló gépesített tüzérezredből és a 6. hadsereg három gyaloghadosztályból, a két királyi gárdadandárból (odred) és három gyalogos odredből állt.
- 2. hadseregcsoport 1. hadseregének egy gyalogos és egy lovas hadosztálya, három odrede és hat határvédelmi ezrede volt; a 2. hadseregnek három gyalogos hadosztálya és egy határvédelmi ezrede volt.
- 1. hadseregcsoport a 4. hadserege, három gyalogos hadosztályból és egy odredből, míg a 7. hadsereg két gyalogos hadosztályból, egy lovas hadosztályból, három hegyi hadosztályból, két gyalogos hadosztályból és kilenc határvédelmi ezredből állt.
- A Boszniában állomásozó Stratégiai tartalék négy gyaloghadosztályból, négy független gyalogezredből, egy harckocsizászlóaljból, két gépesített mérnökzászlóaljból, két gépesített nehéztüzérezredből, 15 független tüzérzászlóaljból, és két független légelhárító tüzér zászlóaljból állt.
- Partvédelmi erők, melyek az Adrián Zárával szemben állomásoztak, egy gyalogos hadosztályból és két odredből álltak, ezenkívül Šibenikben és Kotorban erődvédő dandárok és légelhárító alakulatok állomásoztak.[72]

Az invázió előestéjén ruházat és lábbeli csak a potenciális frontvonalbeli csapatok kétharmadának jutott, más csapatok számára pedig csak részben állt rendelkezésre; néhány más alapvető kellék csak a frontvonalbeli csapatok harmada számára állt rendelkezésre; orvosi és egészségügyi ellátás csak néhány hétig, a férfiak élelmezése és az állatok takarmánya pedig csak mintegy két hónapra állt rendelkezésre. Minden esetben alig vagy egyáltalán nem volt lehetőség az utánpótlásra.
A nem megfelelő felszerelés és a hiányos mozgósítás problémáin túl a jugoszláv hadsereg súlyosan megszenvedte a jugoszláv politikában kialakult szerb-horvát szakadást. A jugoszláv ellenállás az invázióval szemben az egyik napról a másikra összeomlott. Ennek fő oka az volt, hogy az alárendelt nemzetek, köztük a szlovének és a horvátok sem voltak készek a szerbek uralta Jugoszlávia védelmében harcolni. Továbbá, hogy a szlovének ne érezzék magukat magukra hagyottnak, védelmet építettek ki Jugoszlávia északi határán, amikor a természetes védelmi vonal sokkal délebbre volt, a Száva és a Drina folyókra alapozva. Az invázió egyetlen hatékony ellenállása a Szerbia határain belüli, teljes egészében szerb egységek részéről volt. A Szkopjéből északnyugatra nyomuló németeket a Kacanik-hágónál tartották fel, ahol több harckocsijuk is elvesztett. Jugoszlávia védelme súlyosan kompromittálódott 1941. április 10-én, amikor a horvát állományú 4. és 7. hadsereg egyes egységei fellázadtak, és Zágrábban még aznap, újonnan megalakult a horvát kormány, mely üdvözölte a németek bevonulását. A szerb vezérkar egységes volt a „Nagy-Szerbiának” tekintett Jugoszlávia kérdésében, amelyet így vagy úgy Szerbia uralt. Az invázió előestéjén 165 tábornok volt a jugoszláv aktív főtisztek listáján. Közülük négy kivételével mind szerbek voltak.

## A hadműveletek

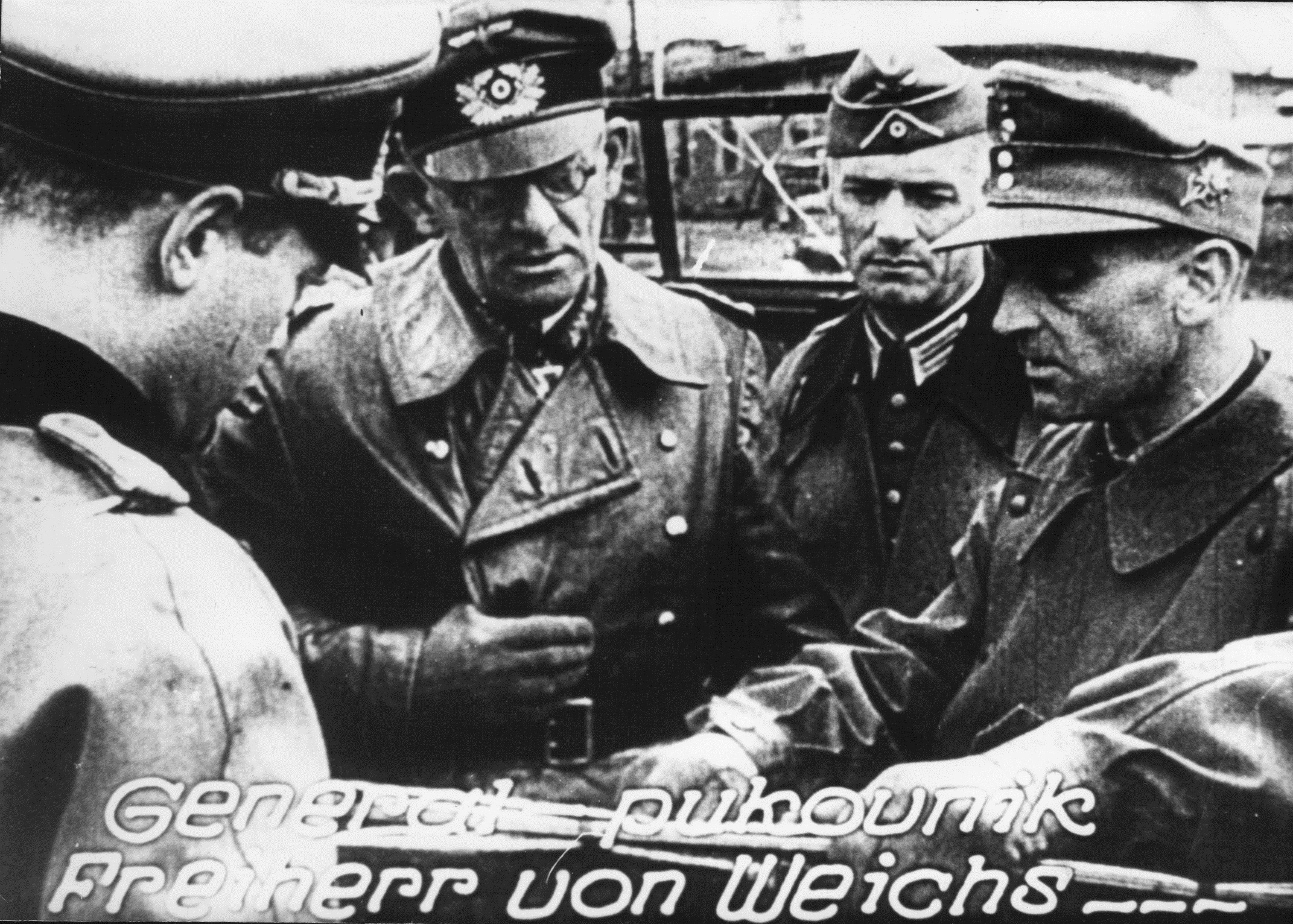
Maximilian von Weichs tábornok és vezérkara Mariborban.

Jozo Tomasevich történészprofesszor és mások az inváziót és az abból eredő harcokat két szakaszra osztják. Az első fázist a Luftwaffe pusztító április 6-i légitámadása Belgrád és a Királyi Jugoszláv Légierő repülőterei ellen, valamint a német XL páncéloshadtest kezdeti lökését foglalja magában Bulgáriából Szkopje felé, amely ugyanazon a napon kezdődött. Ezt követte április 8-án a német XIV. páncéloshadtest Bulgáriából Niš felé tartó támadása. Április 10-én további négy támadás érte a jugoszláv hadsereget; a XLI páncéloshadtest Romániából Belgrád felé, a XLVI páncéloshadtest Magyarországról a Dráván át, az LI gyalogoshadtest Ausztriából Zágráb felé, és a XLIX hegyivadász hadtest részéről Ausztriától Celje felé. Aznap végére a jugoszláv hadsereg felbomlóban volt, és az albán határon álló erők kivételével az ország egész területén visszavonulóban volt vagy katonái megadták magukat. Olaszország és Magyarország április 11-én csatlakozott a szárazföldi offenzívához. Az olasz részvétel a szárazföldi offenzívában akkor kezdődött, amikor az olasz 2. hadsereg Északkelet-Olaszországból támadva egyrészt Ljubljana felé, másrészt Dalmácia partjai mentén, gyakorlatilag ellenállás nélkül nyomult előre. Ugyanezen a napon a magyar 3. hadsereg is átlépte a jugoszláv határt, és Újvidék felé nyomult, de az olaszokhoz hasonlóan komoly ellenállásba nem ütköztek. Április 12-én a német csapatok elfoglalták Belgrádot,  Ljubljana pedig az olaszok kezére került. Április 14-én és 15-én Péter király és a kormány repülővel elmenekült az országból, és a jugoszláv legfelsőbb parancsnokságot Szarajevó közelében elfoglalták a németek. A megadást április 17-én írták alá, és április 18-án délben lépett hatályba.

### Légi hadműveletek
Az 1941. március 27-i belgrádi puccsot követően a jugoszláv fegyveres erőket készültségbe helyezték, bár a hadsereget nem mozgósították teljesen, mert féltek Hitler provokálásától. A VVKJ parancsnoksága úgy döntött, hogy haderejét fő légibázisairól egy korábban előkészített, 50 segédrepülőtérből álló rendszerre osztja szét. Azonban ezen repülőterek közül sokban hiányoztak a megfelelő létesítmények és nem volt megfelelő vízelvezetés sem, ami az 1941 áprilisában tapasztalt kedvezőtlen időjárási körülmények között megakadályozta a könnyebb repülőgépek további működését. Annak ellenére, hogy papíron lényegesen erősebb volt a modern repülőgépekből álló jugoszláv légierő, mint a délen lévő brit és görög légierő együttesen, a VVKJ a létszám, a taktikai bevetés és a harci tapasztalat tekintetében egyszerűen nem tudta felvenni a versenyt a Luftwaffe és a Regia Aeronautica elsöprő fölényével.

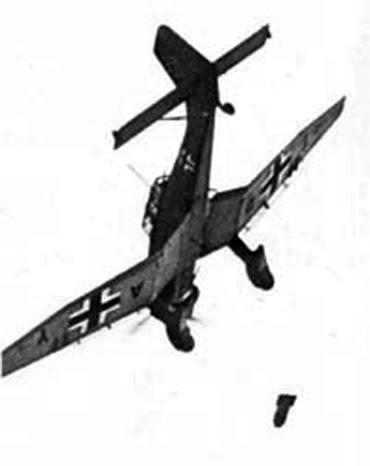
Német zuhanóbombázó Belgrád felett

A VVKJ bombázói és haditengerészeti repülői Olaszországban, Németországban (Ausztria), Magyarországon, Romániában, Bulgáriában, Albániában és Görögországban támadtak katonai célpontokat, valamint támadták a német, olasz és magyar csapatokat. Eközben a vadászrepülőszázadok nem elhanyagolható veszteségeket okoztak a Luftwaffe Belgrádban és Szerbiában végrehajtott támadásai, valamint a Regia Aeronautica Dalmácia, Bosznia, Hercegovina és Montenegró elleni rajtaütései során bevetett bombázóknak. A VVKJ ezenkívül közvetlen légi támogatást nyújtott a nehéz helyzetben lévő jugoszláv hadseregnek a támadó csapatok és katonai menetoszlopok horvátországi, boszniai és szerbiai támadásával. Végül a légiharcok közben elszenvedett veszteségek, a légibázisok elleni ellenséges légitámadások földi veszteségei és a repülőterek ellenséges csapatok általi lerohanása után 11 nap után a VVKJ szinte megszűnt létezni. Az invázió alatti folyamatos hazai repülőgépgyártás azonban a helyi repüléstechnikai ipar repülőgépgyáraiból és műhelyeiből további nyolc Hurricane Is-t, hat Dornier Do 17K-t, négy Blenheim Is-t, két Ikarus IK 2-t, egy Rogozarski IK-3-at s és egy Messerschmitt Bf 109-et szállított a VVKJ-nek.

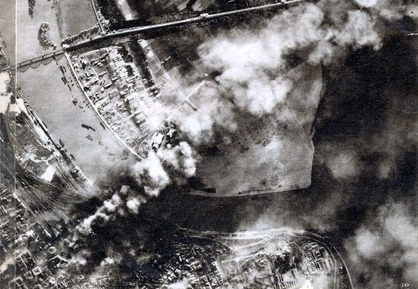
Belgrád bombázása 1941. áprilisában

Az áprilisi háború elején a VVKJ mintegy 60 német tervezésű Do 17K-val volt felfegyverkezve, amelyeket Jugoszlávia még 1938 őszén vásárolt, a gyártási engedéllyel együtt. Az egyedüli felhasználójuk a 3. bombázóezred volt, amely két bombázócsoportból állt; a Szkopje melletti Petrovec repülőtéren állomásozó 63. bombázócsoportból és a Pristina melletti Milesevo repülőtéren állomásozó 64. bombázócsoportból. A széttelepítés segítésére más kisegítő repülőtereket is felkészítettek. Az ellenségeskedés során a kraljevóii Állami Repülőgépgyárnak további hat ilyen típusú repülőgépet sikerült legyártania. Az utolsó háromból kettőt április 10-én, egyet pedig 1941. április 12-én szállítottak le a VVKJ-hoz.
Április 6-án a Luftwaffe zuhanóbombázói és támadó vadászgépei a repülőtereik ellen indított kezdeti támadás során 26 jugoszláv Dorniert semmisítettek meg, de a fennmaradó repülőgépek számos német gépesített katonai menetoszlop és bolgár repülőterek elleni támadással hatékonyan tudtak visszavágni. A hadjárat végére az összes jugoszláv veszteség 4 légi harcban megsemmisült és 45 földön elvesztett repülőgép volt. Április 14-én és 15-én a maradék hét Do 17K a montenegrói Nikšić repülőtérre repült, és részt vett Péter király és a jugoszláv kormány tagjainak Görögországba történő evakuálásában. A művelet során a jugoszláv aranytartalékokat a hét Do 17, , az SM-79K és a Lockheed Electra légi úton szállította Görögországba, de küldetésük befejezése után, amikor olasz repülőgépek megtámadták a görög kézen lévő Paramitia repülőterét, öt Do 17K a földön megsemmisült. Csak két Do 17K menekült meg a pusztulástól, és később Egyiptomban csatlakozott a Brit Királyi Légierőhöz (RAF). Április 15-én 16:00-kor a IV. légiflotta német parancsnoka, Alexander Löhr parancsot kapott Hermann Göringtől a légi offenzíva leállítására és a zuhanóbombázó haderő nagy részének a görögországi invázió támogatására. Összesen 18 bombázó-, szállító- és haditengerészeti repülőgép (két Dornier Do 17K, négy Savoia Marchetti SM-79K, három Lockheed Electra, nyolc Dornier Do-22K és egy Rogozarski SIM-XIV-H) tudott a kampány végén a szövetséges egyiptomi bázisra menekülni.

#### Belgrád bombázása
A balkáni hadműveletekhez Luftwaffe 4. légiflottájának harccsoportjai (Kampfgruppen) voltak bevetve. Április 6-án 07:00-kor a Luftwaffe nyitotta meg a Jugoszlávia elleni támadást azzal, hogy a „Megtorlás hadművelet” (Unternehmen Strafgericht) keretében szőnyegbomba támadást hajtott végre a főváros ellen. Ausztria és Románia repülőtereiről felváltva 300 repülőgép, melynek negyede erős vadászkísérettel fedezett Junkers Ju 87 (Stuka) zuhanóbombázó volt, kezdte meg a támadást. A zuhanóbombázók a jugoszláv légvédelmet voltak hivatottak elhallgattatni, míg a várost magát főként Dornier Do 17-esekből és Junkers Ju 88-asokból álló közepes bombázók támadták. A kezdeti támadásokat 15 perces időközönként hajtották végre, három különböző hullámban, amelyek mindegyike körülbelül 20 percig tartott. Így a város csaknem másfél órán át volt bombaesőnek kitéve. A német bombázók fő támadásaikat a város központja ellen irányították, ahol a legfontosabb kormányzati épületek helyezkedtek el. A Kampfgruppen közepes bombázói több napig folytatták támadásaikat a város ellen, míg a stukákat hamarosan a jugoszláv repülőterekre irányították át.

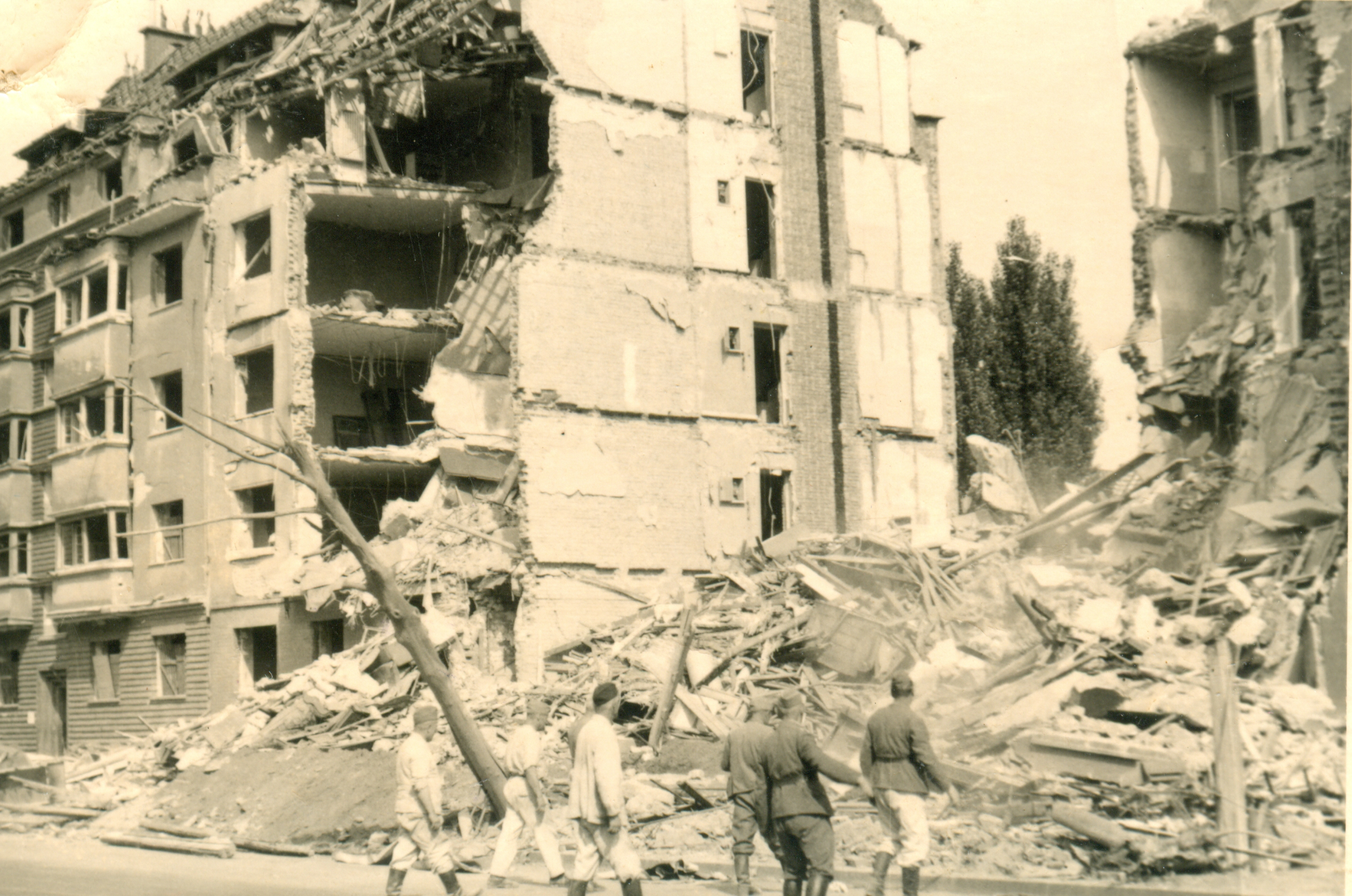
Belgrád romjai a bombatámadás után

Amikor a támadás véget ért, mintegy 4000 lakos feküdt holtan a törmelék alatt. Ez a légicsapás gyakorlatilag megsemmisített minden kommunikációs eszközt a jugoszláv főparancsnokság és a terepen lévő erők között, bár a vezérkar legtöbb elemének sikerült elmenekülnie az egyik külvárosba. Miután Luftwaffe így kiütötte a jugoszláv vezetési központot, maximális erőfeszítéseit katonai célpontok, a jugoszláv repülőterek, kommunikációs útvonalak és csapatösszevonások, valamint a német szárazföldi hadműveletek közvetlen támogatására fordíthatta. A VVKJ Belgrád védelmére a 32. és 51. vadászcsoport hat századának elfogógépeit vezényelte azzal, hogy minden egyes bombázóhullámot támadjon meg, bár a 31. és 52. vadászcsoportok négy százada Szerbia középső részén állomásozott, a nap folyamán őket is bevetették. A Messerschmitt 109E, a Hurricane Is és a Rogozarski IK-3-as vadászgépek április 6-án legalább húsz gépet lelőttek a támadó bombázók és kísérő vadászgépeik közül, április 7-én pedig további tucatnyi ellenséges gépet lőttek le. A VVKJ kétségbeesett védekezése során Belgrád felett mintegy 20 vadászgépet vesztett, 15 pedig megsérült.

### Szárazföldi műveletek

#### A német offenzíva

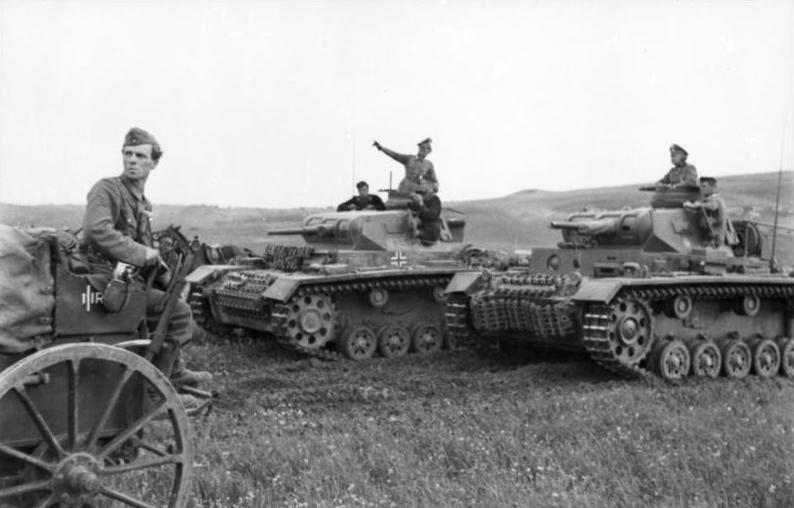
Német páncélosok Jugoszláviában 1941-ben

A brit, görög és jugoszláv főparancsnokságok Ništ szándékozták fordulópontként használni a balkáni német erők ellehetetlenítésére irányuló kísérleteikben, és ezért számukra Niš fontos helység volt. Amikor a németek áttörtek ebben a szektorban, mely elengedhetetlen volt a stabilitás fenntartásához a fronton, a Jugoszláv Legfelsőbb Parancsnokság stratégiai tartalékaiból számos erőt vont be a küzdelembe, köztük a 2. lovashadosztályt is, de ezeket a Luftwaffe a frontra való átszállítás során többször támadta, így nem jutottak át a teljes létszámban. A kezdeti bulgáriai támadások után Nišbe érve és a jugoszláv védelmet megtörve a német 14. gépesített hadtest észak felé, Belgrád irányába indult. A német 46. páncéloshadtest Ausztria felől nyomult előre a Szlavóniai-síkságon, hogy nyugat felől támadja Belgrádot, míg a 41. páncéloshadtest észak felől fenyegette a várost, miután Románia és Magyarország felől megindította támadását. Április 11-én a német páncélososzlopok átszáguldtak Jugoszlávián, így az egyetlen ellenállás, amely még megmaradt, a jugoszláv hadsereg a főváros körüli nagy csoportosítása volt. Április 11-én egy német tiszt, Fritz Klingenberg kevés emberével behatolt Belgrádba, hogy felderítse a várost. A jugoszláv csapatokkal folytatott elszórt harc után azonban egészen a város közepébe hatoltak, ahol blöfföltek méretükről és a közelgő bombázási veszélyekről. A város, amelyet a polgármester képviselt, április 12-én 18:45-kor megadta magát nekik. Később a pozíció megszilárdítása érdekében újabb erők mozdultak meg.

#### Az olasz offenzíva

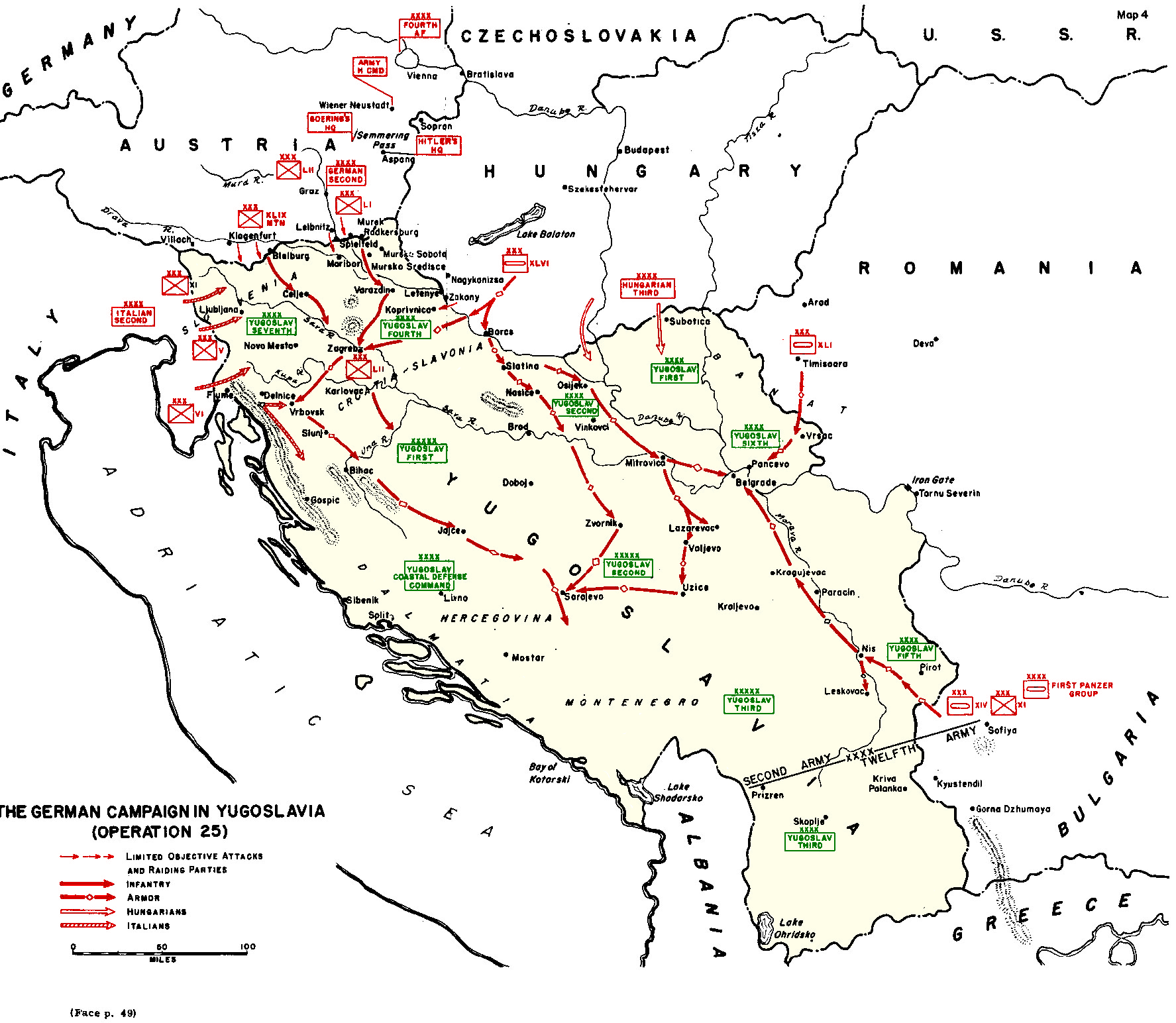
A tengelyhatalmak inváziója Jugoszláviában

Az invázió első napjaiban a szlovén határon lévő olasz erők kisebb akciókat hajtottak végre a Száva völgyében és Kastav térségében, és április 7-én elfoglaltak néhány jugoszláv állást a Peč-hegyen, majd április 8-án a Kranjska Gorában, Zavratec és Godz térségében, április 9-én pedig Kastav, a Rječina folyó forrásvidéke, Kalce és Logatec környékén, közben április 8-án visszavertek egy jugoszláv támadást a Cerkno-hegységben. Április 11-én a 2. hadsereg megkezdte offenzíváját, és még aznap elfoglalta Ljubljanát, Sušakot és Kraljevicát. Április 12-én a 133. „Littorio” páncéloshadosztály és az 52. „Torino” gyalogoshadosztály elfoglalta Zengget, április 13-án Otocsánt és Gradacot, míg az olasz haditengerészeti erők számos dalmáciai szigetet. A tervezett jugoszláv támadás Zára olasz enklávéja ellen nem valósult meg, és a városi helyőrség csapatai előrenyomultak. Knin közelében találkoztak a "Torino" hadosztállyal, amelyet még aznap elfoglaltak. Splitet és Šibeniket április 15-én, illetve 16-án vették be, április 17-én pedig hat nap alatt 750 kilométer megtétele után a gépesített hadtest Dubrovnikot is elfoglalta. Az albániai jugoszláv offenzíva visszaverése után a 18. „Messina” gyaloghadosztály április 17-én bevette Cetinje, Dubrovnik és Kotor városokat, és találkozott a gépesített hadtest olasz egységeivel.

#### A magyar offenzíva
Április 12-én a magyar 3. hadsereg egy lovas-, két gépesített és hat gyalogdandárral lépte át a határt. A harmadik hadsereg az 1. jugoszláv hadsereggel állt szemben. Mire a magyarok átlépték a határt, a németek már több mint egy hete támadták Jugoszláviát. Ennek eredményeként a velük szemben álló jugoszláv erők csekély ellenállást fejtettek ki, kivéve a határmenti erődítmények egységeit, amelyek egy ideig feltartóztatták a magyar előrenyomulást, és a harcok mintegy 350 áldozatot követeltek. A 3. hadsereg alakulatai a Duna és Dráva folyók szögében fekvő Drávaszöget, valamint a relatív magyar többséggel rendelkező Bácska vidékét foglalták vissza. A magyar haderő csak olyan területeket szállt meg, amelyek a trianoni békeszerződés előtt Magyarországhoz tartoztak.

#### A jugoszláv erők albániai offenzívája

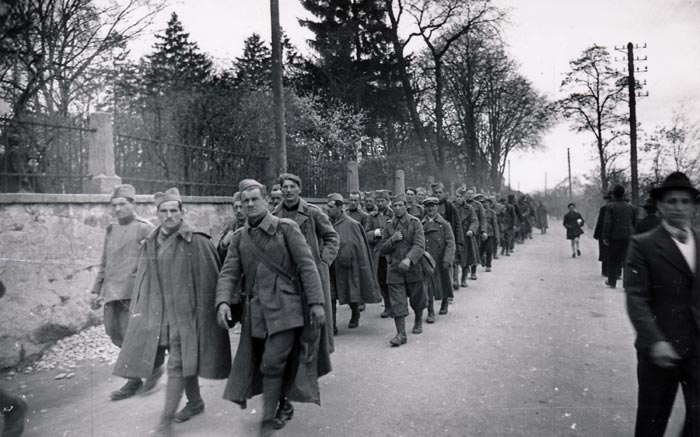
Jugoszláv hadifoglyok Mariborban.

A jugoszláv hadsereg R-41-es haditervében olyan stratégiát fogalmaztak meg, amely szerint a tengelyhatalmak nagyarányú támadása esetén a déli kivételével minden fronton vissza kell vonulni. Itt a 3. jugoszláv hadseregnek a görög hadsereggel együttműködve kellett támadást indítania az Albániában levő olasz erők ellen. Ezt azért kellett végrehajtani, hogy helyet biztosítsanak a jugoszláv hadsereg főerőinek déli irányú visszavonásához. Ennek albán területen keresztül kellett megtörténne, hogy elérje Görögországot és az ott harcoló szövetséges erőket. A stratégia azon a feltevésen alapult, hogy a jugoszláv hadsereg a görög és a brit hadsereggel együtt az első világháború sikeres szaloniki frontjának új változatát fogja létrehozni.
Április 8-án a nehéz helyzetben lévő VVKJ egy tizennégy Breguet 19-es könnyűbombázóból álló századot küldött az észak-görögországi Florina városába, hogy segítséget nyújtson a macedón fronton a jugoszláv és a görög hadseregnek. A század a hadjárat során számos akciót hajtott végre.
A jugoszláv 3. hadseregcsoport 3. hadserege azt a feladatot kapta, hogy Észak-Albániában végezzen támadó hadműveleteket az olasz hadsereg ellen. Ebből a célból a 3. hadsereg négy gyalogos hadosztályt és egy vegyes ezredet (odred) koncentrált Montenegró és Koszovó régióira. Ezek a 13., a 15., a 25. és 31. gyaloghadosztályok, valamint a „Komski” lovasezred (odred) voltak. A 3. hadseregcsoport stratégiai tartaléka, a 22. „Ibarska” gyaloghadosztály Uroševac környékén a koszovói régióban állomásozott. Ezenkívül 12. „Jadranska” gyaloghadosztálynak a dalmát tengerparton lévő Zára olasz enklávéja ellen kellett támadó hadműveleteket végrehajtania. A 3. hadsereg első elemei 1941. április 7-én indították meg támadó hadműveleteiket Észak-Albániában, a „Komski” odred a Gusinje-Prokletije-hegység területét lefedve, Raja-Puka falu felé haladt. A 31. „Kosovska” hadosztály a koszovói Prizren területén lépte át a határt, és a Drin völgyében haladt előre. A 25. „Vardarska” hadosztály helyi sikereket ért el Debarban, miközben a hadsereg többi egysége még gyülekezőben volt.

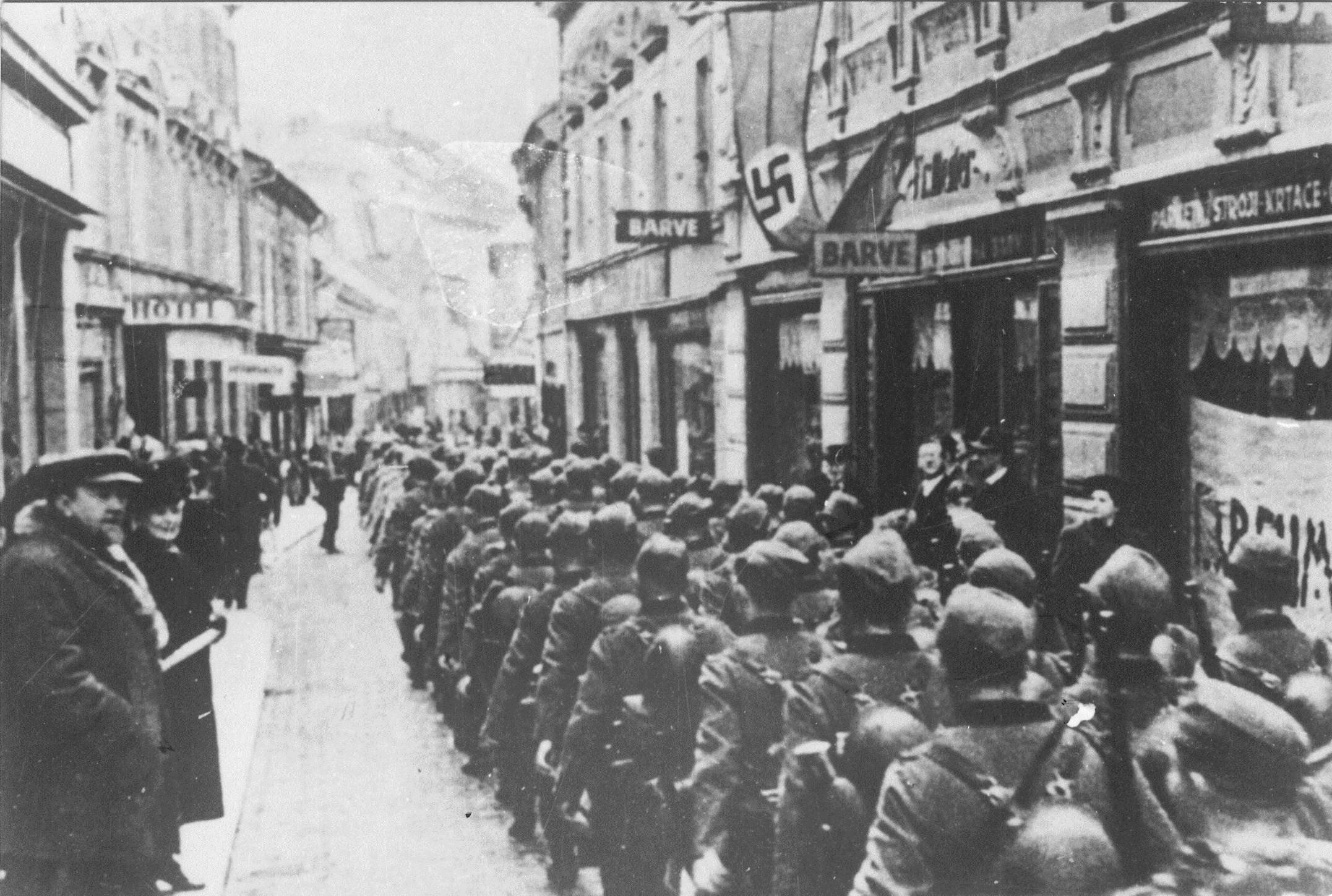
Német katonai menetoszlop Maribor utcáin

Másnap, 8-án a 15. „Zetska” hadosztály folyamatosan haladt előre a Podgorica–Shkodra-úton. A „Komski” odred lovassága sikeresen átkelt a veszélyes Prokletije-hegységen, és elérte a Valjbone folyó völgyében fekvő Koljegcava falut. Tőlük délre a „Kosovska” hadosztály áttörte az olasz védelmet a Drin folyó völgyében, de Szkopje eleste és a német hadsereg támadásai miatt a „Vardarska” hadosztály kénytelen volt leállítani albániai hadműveleteit. 1941. április 9-én a jugoszlávok nem sokat haladtak, mert bár a „Zetska” hadosztály tovább nyomult Shkodra felé, és a „Komski” odred elérte a Drin folyót, a „Kosovska” hadosztálynak le kellett állítania minden harci tevékenységet az albán fronton a németek csapatok Prizrenben történt megjelenése miatt. 1941. április 10-én a „Zetska” hadosztály még mindig kitartóan haladt Shkodra felé, és néhol 50 km-t is nyomult előre. Ezeket az előretöréseket a VVKJ 66. és 81. bombázócsoportjának repülőgépei támogatták, amelyek megtámadták a repülőtereket és az olasz csapatok Shkodra körüli koncentrációit, valamint Durrës kikötőjét.
A „Komski” odred és a „Kosovska” hadosztály jobb oldali oszlopa a Drin folyó jobb partján haladt Shkodra felé, hogy összekapcsolódjon a „Zetska” hadosztállyal, de a „Kosovska” hadosztály középső és bal oldali oszlopa kénytelen volt védekező pozíciót felvenni, hogy visszatartsa a német csapatok növekvő nyomását. Az albániai jugoszláv offenzíva kudarcához az olasz titkosszolgálat is hozzájárult; az olasz kódtörők „feltörték” a jugoszláv kódokat és behatoltak a jugoszláv rádióforgalomba, hamis parancsokat adva ki a megfelelő kódkulccsal, és így zavart és fennakadást okoztak a jugoszláv csapatok mozgásában. 1941. április 11. és 13. között a német és olasz csapatok „Zetska” hadosztály hátában nyomultak előre, és az olasz 131. „Centauro” páncéloshadosztály nyomása miatt kénytelen volt visszavonulni a Pronisat-folyóbhoz, ahol a végsőkig (április 16.) kitartott. Ezt követően a „Centauro” a montenegrói Kotor jugoszláv flottabázisra nyomult, elfoglalva Cetinjét és Podgoricát is.

#### Helyi lázadások

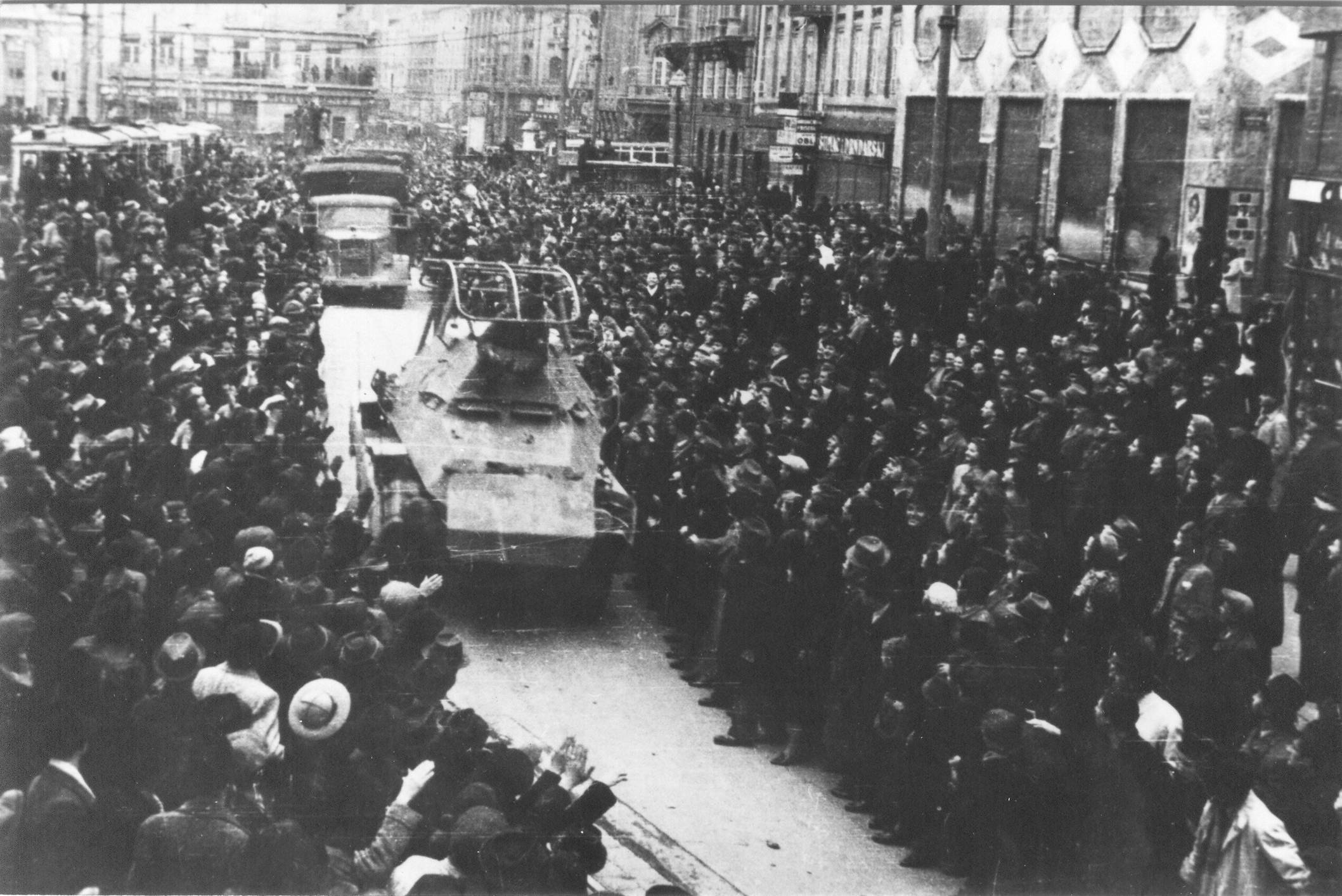
Örömünnep Zágrábban a német csapatok bevonulásakor.

Helyi szinten a jugoszláv állampolgárok felkelései már a tengelycsapatok érkezése előtt elkezdődtek. A 40. „Slavonska” gyaloghadosztály 108. gyalogezredének horvátjai április 7–8-án este fellázadtak Grobosinc közelében, és átvették a parancsnokságot az ezred szerb tisztjeitől. Ezt követően csatlakoztak hozzájuk a 40. segédezred és a 42. gyalogezred elemei (szintén a „Slavonska” hadosztályból). A térség helyzetének romlásával a jugoszláv 4. hadsereg főhadiszállását Belovárból Popovačába helyezték át. A lázadó ezredek ezután bevonultak Belovárba, ahol a város polgármestere, Julije Makanec április 8-án kikiáltotta Horvátország független államát. Vladko Maček és Ivan Šubašić bán üzeneteket küldtek a városnak, és felszólították az ezredeket, hogy őrizzék meg pozícióikat, de ennek nem engedelmeskedtek a lázadó katonai és polgári tisztviselők, akik a német hadsereg érkezését várták.
Április 10-én összecsapások voltak az Usztasa támogatói és jugoszláv csapatok között Mostarban, és az előbbiek vették át a város irányítását. Több VVKJ-repülőgép megsérült és működésképtelenné vált ezen a napon a jasenicai repülőtéren Mostar közelében, köztük több Dornier Do 17K és Savoia Marchetti SM-79 K bombázó. Április 11-én usztasa ügynökök vették át a hatalmat Čaplinjában. Feltartóztatták a Mostarból Trebinjébe vasúton tartó jugoszláv csapatokat, és lefegyverezték őket. Bilećából egy tartalék jugoszláv csapatot küldtek, amely április 14-én, még a németek következő napokban történő érkezése előtt visszafoglalta a várost.

### Tengeri hadműveletek
Amikor Németország és Olaszország 1941. április 6-án megtámadta Jugoszláviát, a Jugoszláv Királyi Haditengerészetnek a flotta leghatékonyabb egységeiként három romboló, két tengeralattjáró és 10 torbedónaszád állt rendelkezésére. Egy másik romboló, a „Ljubljana” szárazdokkban volt az invázió idején, és légelhárító ágyúit a kotori flottabázis védelmében használták. A flotta többi része csak a part menti védekezésre, valamint kísérőhajóként és járőri tevékenységre volt használható.

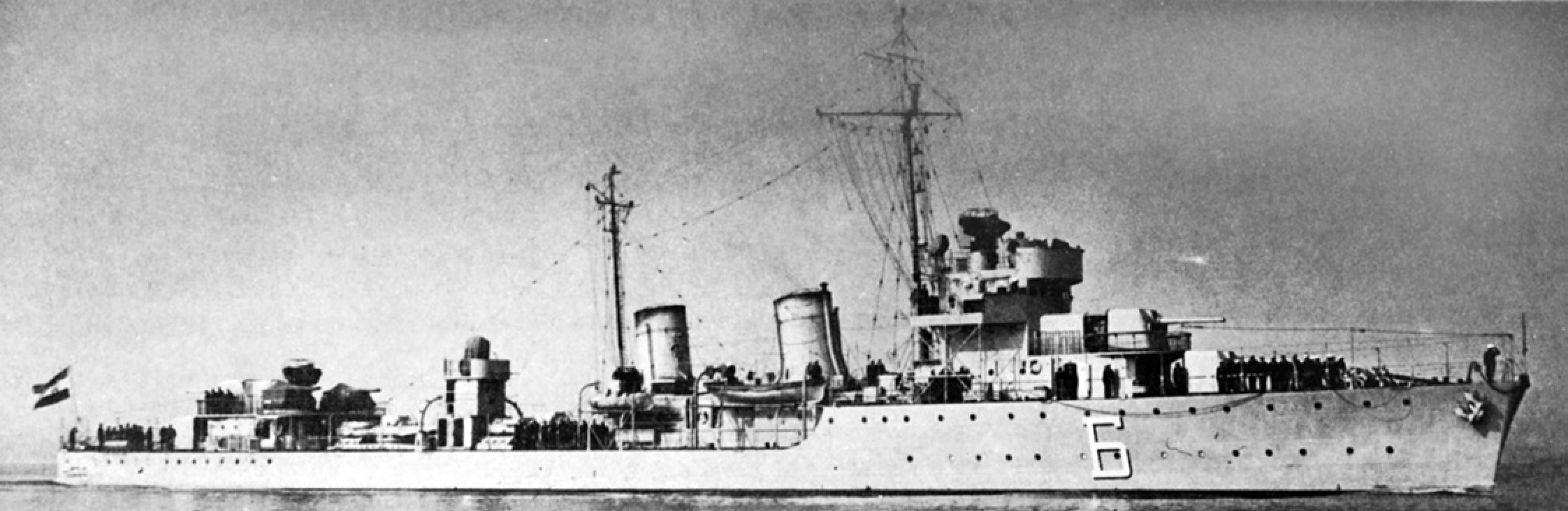
A Beograd romboló.

Kotor közel volt az albán határhoz és az ottani olasz–görög fronthoz, de a zárai olasz enklávé a part északnyugati részén volt, és hogy megakadályozzák egy új olasz hídfő létrehozását, a Beograd rombolót, a régi torpedóhajó közül négyet és 6 torpedónaszádot a Zárától 80 km-re délre fekvő Šibenikbe küldtek, hogy készen álljon egy támadásra. A támadást a VVKJ a Jugoszláv Hadsereg 12. „Jadranska” gyalogoshadosztályával és két „odreddel” (kombinált ezred) akarta koordinálni, amelyek Benkovac körzetéből támadtak volna a 81. bombázócsoport légitámadásaival támogatva. A jugoszláv erők április 9-én indították meg támadásukat, de április 13-án az olasz erők ellentámadásba lendültek, és április 14-én már Benkovacban voltak. A támadás haditengerészeti része akkor ingott meg, amikor a Beograd rombolót egy olasz repülőgép támadása Šibeniknél megrongálta, ezért a jobb oldali hajtóművet leállították, majd a haderő fennmaradó része kíséretével Kotorba vánszorgott javításra. A Kotor elleni olasz légitámadások súlyosan megrongálták a Kobac aknatelepítő hajót, amelyet, hogy megakadályozzák elsüllyedését, a partra vontattak.
A Jugoszláv Királyi Légierő tengerészeti repülőgépei a hadjárat során felderítő és támadó akciókat hajtottak végre, valamint légi fedezetet nyújtottak a Zára melletti aknavető műveletekhez. Műveleteik között szerepeltek Durrës albán kikötője elleni támadások, valamint az Albániába tartó olasz utánpótláskonvojok elleni csapások. Április 9-én a flotta egyik Dornier Do 22K hidroplánja egy nyolc romboló által kísért 12 gőzösből álló olasz köteléket támadott az Adriai-tengeren. A jugoszlávok azonban egyetlen olasz hajót sem süllyesztettek el; állítólag egy olasz tanker egy a támadáshoz közeli baleset következtében megsérült az olasz partoknál Bari közelében.

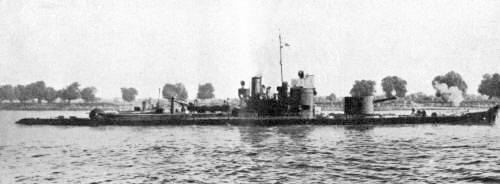
A Vardar monitor

A Jugoszláv Királyi Haditengerészetnek folyami flottillájában négy nagy, erősen felfegyverzett és páncélozott monitor is rendelkezésére állt. Jugoszlávia északi részein és Magyarországgal közös határán, a Duna, a Dráva és a Száva folyókon való járőrözésére használták őket. Ezeket a Drava, Sava, Morava és Vardar monitorokat az első világháború végén az osztrák-magyar haditengerészettől örökölték. Mindegyik 400–500 tonnás volt, a főfegyverzet két 120 mm-es lövegből, két vagy három 66 mm-es lövegből, 120 mm-es aknavetőből, 40 mm-es lövegből és géppuskából állt. Az invázió elején április 6-án, majd két nappal később a mohácsi repülőtér ágyúzásával hajtottak végre támadó hadműveleteket, de később a német zuhanóbombázók ismételt támadása miatt április 11-ig meg kellett kezdeniük a visszavonulást Újvidék felé.
Április 12-én kora reggel a Ju 87-es német zuhanóbombázók egy osztaga megtámadta a jugoszláv monitorokat a Dunán. Az Aleksandar Berić által irányított Dravát több találat érte, de a bombák nem tudtak áthatolni a Drava 300 mm vastag fedélzeti páncélzatán, mígnem egy bomba véletlenül a kéménybe esett, a 67 fős legénységből megölve 54 főt. A támadás során a monitorok légelhárító lövészei azt állították, hogy három zuhanóbombázót lőttek le. A maradék három monitort a legénységük később, április 12-én elsüllyesztette, mivel a német és magyar csapatok elfoglalták azokat a bázisokat és folyószakaszokat, amelyeken működtek.

### A román részvétel
Románia ugyan nem vett részt Jugoszlávia tényleges inváziójában, de tüzérségi támogatást nyújtott a területéről betörő német erőknek. A román vezérkar 3. osztályának parancsára a román tüzérség április 6-án tüzet nyitott a Dunán közlekedő jugoszláv uszályokra. A román Duna-partról érkező román és német egységek április 6. és 11. között többször is tüzet váltottak a jugoszláv erőkkel. A résztvevő fő román haderő Berszászkán egy 120 mm/L10-es haditengerészeti tarackból álló üteg volt. A közelben volt még egy szakasznyi (2 db) 120 mm/L35-ös haditengerészeti tarackból, valamint egy 47 mm-es könnyű haditengerészeti lövegből álló üteg. A támadást a jugoszlávok légierővel torolták meg. Két jugoszláv Bristol Blenheim rajtaütött Arad repülőterén, és mielőtt mindkettőt lelőtték volna, súlyosan megrongálta az egyik ott állomásozó német vadászgépet. Hozzájárulásáért Romániát hat zsákmányul esett ex-jugoszláv repülőgéppel jutalmazták meg, ezek az ingyenesen szállított gépek azonban nem működtek. A románok közülük hármat szétszedtek, hogy a másik hármat működőképessé tegyék. A három működő repülőgép mind Hawker Hurricane volt.

## Veszteségek
A német támadóerők veszteségei meglepően csekélyek voltak. A tizenkét napos harc során az összes áldozat 558 ember volt: 151-en haltak meg, 392-en megsebesültek, 15-en pedig eltűntek. Az XLI páncéloshadtest belgrádi hadjárata során például az egyetlen akcióban meghalt tiszt egy civil orvlövész golyójának esett áldozatul. A Luftwaffe hozzávetőleg 60 repülőgépet veszített, amelyeket Jugoszlávia felett lőttek le, ami legalább 70 főnyi személyzet életébe került. Az olasz hadsereg súlyosabb veszteségeket szenvedett el Észak-Albániában az ottani jugoszláv offenzívából (az olaszok veszteségei az invázió során minden fronton mintegy 800 halottra és 2500 sebesültre rúgtak), miközben az olasz légierő körülbelül 10 lelőtt repülőgépet veszített el, további 22 pedig megsérült. A Magyar Hadsereg mintegy 350 főt veszített (120 halott, 223 sebesült és 13 eltűnt) a jugoszláv folyami erők határvédelmi létesítményeinek ágyúzása és a vajdasági jugoszláv határőrök elleni támadások következtében. Egy magyar ejtőernyős zászlóalj egynegyede vesztette életét, amikor április 12-én a Veszprém melletti Jutaspusztán egy délvidéki bevetésre induló Savoia-Marchetti S.M.75-ös szállító repülőgép, fedélzetén 30 katonával lezuhant. A katasztrófát csak nyolcan élték túl. A hősi halált halt katonák között volt vitéz Bertalan Árpád őrnagy, a magyar katonai ejtőernyőzés megalapítója. A magyarok öt Fiat vadászgépet és egy WM–21 Sólyom felderítő repülőgépet is elveszítettek a harcok során.

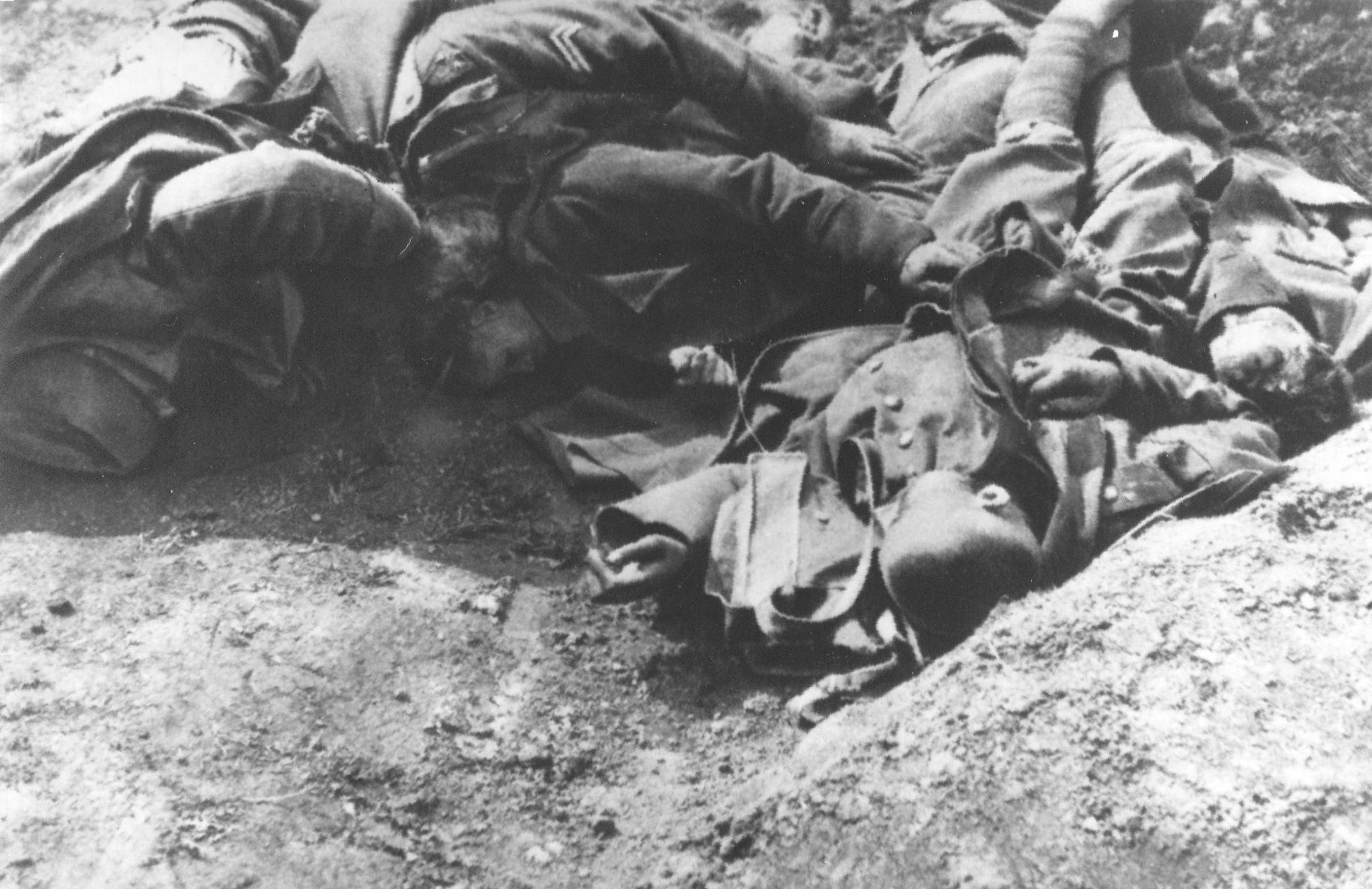
Elesett jugoszláv határőrök a Meža-völgyben

A németek 254 000-345 000 jugoszláv foglyot ejtettek (nem számítva a jugoszláv hadseregbe besorozott jelentős számú németet és magyart, akiket az átvilágítás után gyorsan szabadon engedtek), az olaszok pedig további 30 000-et. Körülbelül 1000 főnyi jugoszláv katonaság és több száz VVKJ-s (köztük egy hat járműből álló mobil műhelyegység) menekült Görögországon keresztül Egyiptomba. Rövid harcuk során a VVKJ 49 repülőgépet veszített az ellenséges vadászgépektől és a légelhárító ütegek tüzében, és sok további javíthatatlan sérülést szenvedett. Ezek a veszteségek 27 vadászpilóta és 76 bombázószemélyzet életébe kerültek. További 85 repülőgép semmisült meg a földön légi támadás következtében, míg sok más repülőgépet saját legénysége semmisített meg vagy tette működésképtelenné, vagy lezuhant a műveletek vagy az evakuációs repülések során. A veszteségek ellenére több mint 70 jugoszláv repülőgép menekült a szövetséges területekre, főként Görögországba, de nyolc Dornier és Savoia Marchetti bombázó a Szovjetunió felé indult, négy pedig épségben át is jutott. A megszökött repülőgépek közül több tucat megsemmisült az olasz légierő pusztító támadása során a görögországi Paramitia repülőtere ellen, és kilenc bombázó és szállítógép jutott el Egyiptomba. Több mint 300 hadműveleti, segéd- és kiképző repülőgépet fogtak el, és adtak át az újonnan létrehozott Független Horvát Állam (NDH) légierejének, valamint Finnország, Románia és Bulgária részére.
Az átadási dokumentum rendelkezései szerint az olaszok birtokba vették a jugoszláv haditengerészet nagy részét (a négy romboló közül az egyik, a „Ljubljana” szárazdokkban töltötte a hadjáratot). Az említett rendelkezések ellenére azonban egy rombolót, a Zagreb-et két altisztje felrobbantotta Kotornál, az egyik brit építésű tengeralattjáró és két torpedónaszád pedig Alexandriába szökött, hogy továbbra is a szövetségesek oldalán szolgáljon. A kotori hajógyárban építése közben vették birtokba a negyedik rombolót, a Split-et, de a Regia Marina nem tudta befejezni az építését az 1943-as fegyverszünet előtt. Végül a háború után a jugoszlávok visszakapták, és az eredeti néven fejezték be. A Jugoszláv Haditengerészet tíz tengeri járőrhidroplánja Görögországba szökött, kilenc pedig Egyiptomba jutott, ahol RAF parancsnoksága alatt egy egységet alkottak.

## Fegyverszünet és megadás
A tengelyhatalmak győzelme gyors volt. A jugoszláv főparancsnokság már április 14-én úgy döntött, hogy fegyverszünetet köt, és felhatalmazta a hadsereg és a hadseregcsoport parancsnokait, hogy tárgyaljanak a tűzszünetről. Aznap a 2. és 5. hadsereg parancsnokai feltételeket kértek a németektől, de elutasították őket. Csak a feltétel nélküli megadás képezhette a tárgyalások alapját. Aznap este a főparancsnokság követet küldött az 1. páncéloscsoport főhadiszállására, hogy fegyverszünetet kérjen, válaszul von Kleist tábornok a 2. hadsereg parancsnokát, von Weichst küldte Belgrádba, hogy tárgyaljon a feltételekről, aki április 15-én délután érkezett meg, és feltétel nélküli megadáson alapuló fegyverszünetet kötött.

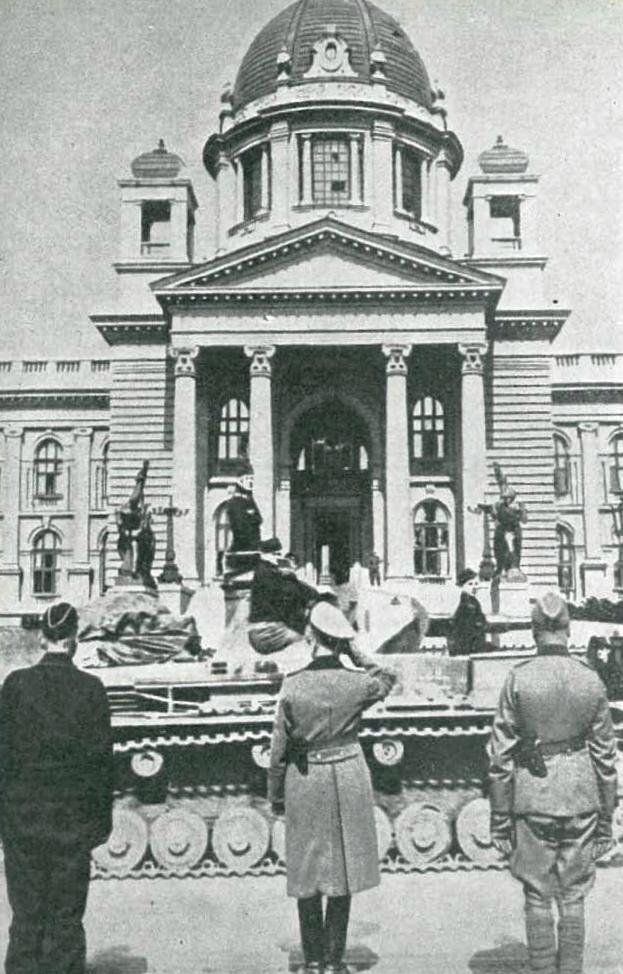
Német katonai parádé a megszállt Belgrádban 1941. április 14-én

Április 16-án egy jugoszláv küldött érkezett Belgrádba, de mivel nem volt felhatalmazása a dokumentum aláírására, megkapta a megállapodás tervezetét, és egy repülőgépet bocsátottak rendelkezésére, hogy elhozza a kormány meghatalmazott képviselőit. Végül április 17-én, mindössze tizenegy napos harc után a puccs előtti külügyminiszter Aleksandar Cincar-Marković és Radivoje Janković tábornok aláírták a fegyverszünetet, és az összes jugoszláv csapat feltétel nélküli megadását. A fegyverszünet másnap (április 18.) délben lépett hatályba. Az aláíráskor a magyarok és a bolgárok összekötő tisztek által képviseltették magukat, de nem írták alá a dokumentumot, mert országaik hivatalosan nem álltak háborúban Jugoszláviával. Az olasz képviselő, Luigi Buonofati ezredes ezután írta alá a dokumentumot megjegyezve, hogy „ugyanezek a feltételek érvényesek az olasz hadseregre”.
Egyes történészek számos elmélettel magyarázták a Jugoszláv Királyi Hadsereg hirtelen összeomlását, ideértve a rossz kiképzést és felszerelést, az ellenségeskedés gyors leállítására vágyó tábornokokat, valamint a jelentős horvát, szlovén és német ötödik hadoszlop tevékenységét. Mások azt állítják, hogy az ötödik oszlop kevés hatással volt az invázió végső kimenetelére.  Tomasevics szerint a Jugoszláv Hadsereg ragaszkodása a határok védelméhez kezdettől fogva magában rejtette a sikertelenséget. Aleksa Djilas történész kijelentette, hogy a horvát dezertálás túldimenzionált, mivel sok horvát egység aktívan harcolt a németekkel, és a legtöbb horvát tiszt „hűséges maradt április 10-ig, amikor kikiáltották az NDH-t”, ami véget vetett Jugoszláviának és a kormány iránti hűségüknek. Hozzáteszi, hogy a hadsereg sikertelenségében egyszerűen a gyenge jugoszláv politikai rendszer tükröződött, és a vereség fő okai a vezetés hiánya, a hadsereg nem megfelelő felszerelése, valamint az elavult taktikai és stratégiai technikák voltak. Sok szerb nacionalista, figyelmen kívül hagyva a Jugoszláv Hadsereg elsődleges kudarcát és annak szinte teljes egészében szerb vezetését az „ötödik hadoszlopos” horvátokat okolta a veszteségért, akik profitáltak az olasz és német uralomból. Ezzel ellentétben sok horvát nacionalista a belgrádi politikusokat és a szerbek által uralt hadsereg alkalmatlanságát hibáztatta.

## Következmények

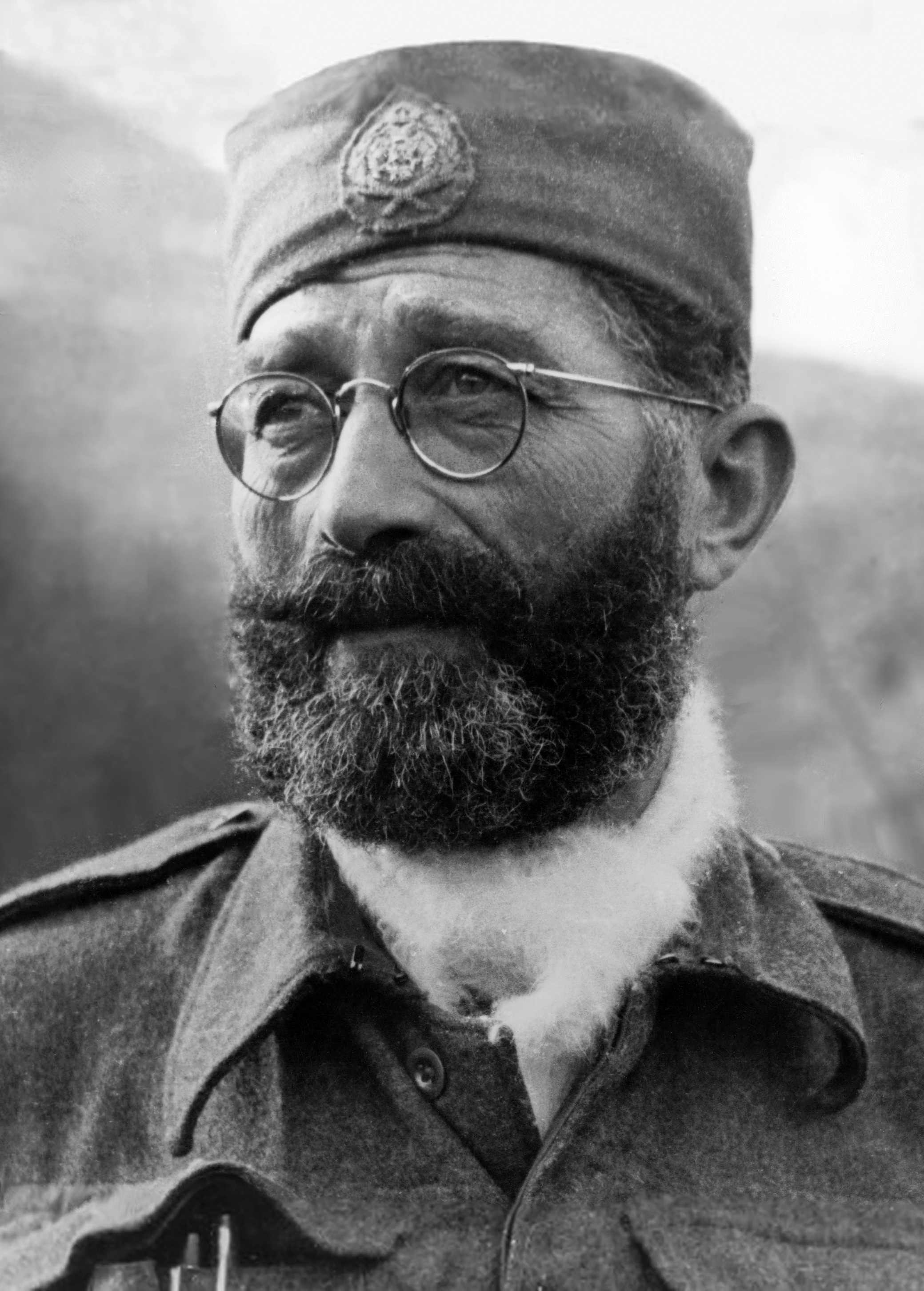
Draža Mihailović csetnik főparancsnok

A megadás után Jugoszláviát felosztották Németország, Magyarország, Olaszország és Bulgária között. Szerbia nagy részét Németország szállta meg, míg Ante Pavelić, a fasiszta Usztasa vezetője még az invázió vége előtt kikiáltotta a Független Horvát Államot, de Horvátország valójában Németország és Olaszország közös ellenőrzése alatt állt.

Amikor 1941. április 18-án a jugoszláv hadsereg hivatalosan megadta magát a tengelyerőknek, a jugoszláv királyi hadsereg ezredese Draža Mihailović Szerbia és Kelet-Bosznia hegyvidékein azonnal ellenállást kezdett szervezni a megszálló csapatokkal szemben. Mihailovićot II. Péter király és a brit száműzetésben élő jugoszláv kormány tette meg a hadsereg új gerillaváltozatának, a csetnikeknek a tábornokává és hadügyminiszterré. Bár Mihailović igyekezett ragaszkodni ahhoz, hogy a parancsnoksága alatt álló, akár 100 000 aktív katonát is számláló gerillacsapatokat továbbra is „Jugoszláv Királyi Hadseregként” emlegessék, az amerikai és brit hírszerzés és a média tudósításai következetesen „csetnikekként” emlegették őket.

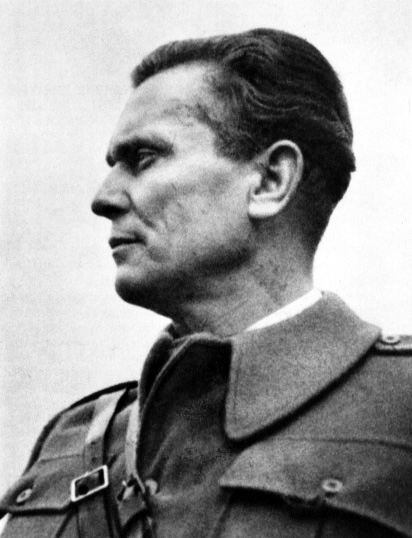
Josip Broz Tito 1942-ben.

 Ez zűrzavarhoz vezetett, mivel mind a Milan Nedić tábornok vezetése alatt álló jugoszláv gerillacsapatokat, mind a nem Mihailović parancsnoksága alatt álló royalista gerillacsapatokat is csetnikeknek  nevezték. Miután a szovjetek 1941. június 22-én teljesen beszálltak a háborúba a szövetségesek oldalán, a Josip Broz Tito vezette jugoszláv partizánok is harcolni kezdtek a tengelyhatalmak ellen, és onnantól kezdve folyamatos ellenállást tanúsítottak a szövetségesek oldalán a megszálló hadseregekkel szemben Jugoszláviában a háború végéig. Kezdetben mind a jugoszláv partizánok, mind a csetnikek ellenállást tanúsítottak a tengelyhatalmakkal szemben, de miután az 1943. november 28 és december 1. közötti teheráni konferencián Churchill javaslatára a brit és amerikai kormányok minden támogatást megvontak Mihailović csetnikjeitől, és minden további segítséget a kommunista partizánoknak adtak, akik folyamatos polgárháborút folytattak Mihailović csapatai ellen is, a partizánok váltak a fő ellenállási erővé. Végül Mihailović Jugoszláv Királyi Hadseregét a jól felfegyverzett, támogatott és ellátott partizánok és a megszálló szovjetek szövetsége minden külső segítség nélkül győzte le Szerbiában.

## Fordítás
- Ez a szócikk részben vagy egészben  az   Invasion of Yugoslavia című angol Wikipédia-szócikk ezen változatának fordításán alapul.  Az eredeti cikk szerkesztőit annak laptörténete sorolja fel. Ez a jelzés csupán a megfogalmazás eredetét és a szerzői jogokat jelzi, nem szolgál a cikkben szereplő információk forrásmegjelöléseként.

### Könyvek
- Bán, András D.. Hungarian–British Diplomacy, 1938–1941: The Attempt to Maintain Relations, Translated by Tim Wilkinson, London: Frank Cass (2004). ISBN 0714656607
- Cervi, Mario. The Hollow Legions. Mussolini's Blunder in Greece, 1940–1941, trans. Eric Mosbacher, London: Chatto and Windus (1972). ISBN 0-70111-351-0
- Chant, Christopher. The Encyclopedia of Codenames of World War II. Routledge (1986)
- Conway's All the World's Fighting Ships 1922–1946. London, England: Conway Maritime Press (1980). ISBN 978-0-85177-146-5
- Dornier Do 17, The Yugoslav Story: Operational Record 1937–1947. Belgrade: Jeroplan (2007). ISBN 978-86-909727-0-8
- Cohen, Philip J.. Serbia's Secret War: Propaganda and the Deceit of History. Texas A&M University Press (1996). ISBN 9780890967607
- Giurescu, Dinu C.. Romania in the Second World War (1939–1945). Boulder, CO: East European Monographs (2000)
- Hoffmann, Peter. Hitler's Personal Security: Protecting the Führer, 1921–1945, 2nd, Da Capo Press (2000)
- Goss, Chris. Dornier 17: In Focus. Surrey, UK: Red Kite/Air Research (2005). ISBN 0-9546201-4-3
- Geschichte des Zweiten Weltkrieges. East Berlin: Militärverlag der Deutschen Demokratischen Republik (1977)
- Klajn, Lajco. The Past in Present Times: The Yugoslav Saga. University Press of America (2007). ISBN 978-0-7618-3647-6
- Loi, Salvatore. Le operazioni delle unità italiane in Jugoslavia (1941–1943): narrazione, documenti (olasz nyelven). Rome, Italy: Ministero della difesa (Ministry of Defence) (1978). OCLC 9194926
- Macartney, C. A.. October Fifteenth: A History of Modern Hungary, 1929–1945, vol. 1. Edinburgh: Edinburgh University Press (1956)
- Macartney, C. A.. October Fifteenth: A History of Modern Hungary, 1929–1945, vol. 2. Edinburgh: Edinburgh University Press (1957)
- Miller, Marshall Lee. Bulgaria during the Second World War. Stanford, CA: Stanford University Press (1975)
- Niehorster, Leo W. G.. The Royal Hungarian Army, 1920–1945. Bayside, New York: Europa Books (1998). ISBN 978-1-891227-19-6
- Novak, Emilian E. (1969), Limitations of Hungarian National Power in World War Two, <https://digital.library.unt.edu/ark:/67531/metadc131159/>
- Pavlowitch, Stevan K.. Hitler's New Disorder: The Second World War in Yugoslavia. New York: Columbia University Press (2007). ISBN 978-1-85065-895-5
- Redžić, Enver. Bosnia and Herzegovina in the Second World War. Abingdon: Frank Cass (2005). ISBN 0-7146-5625-9
- Croatian Aces of World War 2. London: Osprey Publishing (2002). ISBN 1-84176-435-3
- Schreiber, Gerhard. Germany, Italy, and South-east Europe: From Political and Economic Hegemony to Military Aggression, Germany and the Second World War, Volume III: The Mediterranean, South-East Europe, and North Africa, 1939–1941. Oxford: Oxford University Press, 303–448. o. (2006)
- Shirer, William L.. The Rise and Fall of the Third Reich: A History of Nazi Germany. London: Random House (2002). ISBN 978-0-09-942176-4
- Air War for Yugoslavia, Greece, and Crete, 1940–41. London: Grub Street (1987). ISBN 978-0-948817-07-6
- Short, Neil. The Fuhrer's Headquarters: Hitler's Command Bunkers, 1939–45. Oxford: Osprey Publishing (2010). ISBN 978-1-84603-582-1
- Terzić, Velimir. Slom Kraljevine Jugoslavije 1941 : uzroci i posledice poraza (szerbhorvát nyelven). Belgrade, Yugoslavia: Narodna knjiga (1982a). OCLC 10276738
- Terzić, Velimir. Slom Kraljevine Jugoslavije 1941 : uzroci i posledice poraza (szerbhorvát nyelven). Belgrade, Yugoslavia: Narodna knjiga (1982b). OCLC 10276738
- The Times Atlas of the Second World War. New York: Harpercollins (1989). ISBN 978-0060161781
- Axis Forces in Yugoslavia 1941–45. New York: Osprey Publishing (1995). ISBN 1-85532-473-3
- The Royal Hungarian Army in World War II. Oxford, United Kingdom: Osprey Publishing (2008). ISBN 978-1-84603-324-7
- Tomasevich, Jozo (1969), "Yugoslavia during the Second World War", in Vucinich, Wayne S., Contemporary Yugoslavia: Twenty Years of Socialist Experiment, Berkeley: University of California Press, pp. 59–118, ISBN 978-05-200153-6-4
- Tomasevich, Jozo. War and Revolution in Yugoslavia, 1941–1945: The Chetniks. Stanford: Stanford University Press (1975). ISBN 978-0-8047-0857-9
- Tomasevich, Jozo. War and Revolution in Yugoslavia, 1941–1945: Occupation and Collaboration. San Francisco: Stanford University Press (2001). ISBN 0-8047-3615-4
- Trevor-Roper, Hugh. Hitler's War Directives: 1939–1945. Viborg: Norhaven Paperback (1964). ISBN 1-84341-014-1
- US Army. The German Campaigns in the Balkans (Spring 1941): A Model of Crisis Planning [archivált változat], Department of the Army Pamphlet No. 20–260. Washington, D.C.: United States Army Center of Military History. CMH Pub 104-4 (1986). OCLC 16940402. Hozzáférés ideje: 2023. november 5. [archiválás ideje: 2009. június 19.]
- Vogel, Detlef. German Intervention in the Balkans, Germany and the Second World War, Volume III: The Mediterranean, South-East Europe, and North Africa, 1939–1941. Oxford: Oxford University Press, 449–556. o. (2006)
- Weal, John A.. Junkers Ju 87: Stukageschwader of North Africa and the Mediterranean. London: Osprey (1998). ISBN 978-1-85532-722-1
- Whitely, M. J.. Destroyers of World War Two: An International Encyclopedia. US Naval Institute Press (2001). ISBN 978-0-87021-326-7
- Benson, Leslie. Yugoslavia: A Concise History. United Kingdom: Palgrave Macmillan (2001). ISBN 1403913838
- Edwards, Robert J.. Tip of the Spear: German Armored Reconnaissance in Action in World War II. Stackpole Books (2015). ISBN 9780811763301
- Plowman, Jeffrey. War in the Balkans: The Battle for Greece and Crete 1940–1941. Pen and Sword (2013). ISBN 9781781592489
- Jowett, Philip. Italian Army, 1940–1945. Osprey (2000). ISBN 9781855328648
- Bosnia and Hercegovina: A Tradition Betrayed. C. Hurst & Co. Publishers (1994). ISBN 9781850652113
- Pomorska enciklopedija (szerbhorvát nyelven). Jugoslavenski leksikografski zavod (1972)
- Maior, George Cristian. The Danube, European security and cooperation at the beginning of the 21st century. Enciclopedica Pub. House (2002). ISBN 9789734503971
- Weal, John. The Danube, European security and cooperation at the beginning of the 21st century. Bloomsbury Publishing (2012). ISBN 978-1841762869

### Weboldalak
- Heaton, Colin D.: Invasion of Yugoslavia: Waffen SS Captain Fritz Klingenberg and the Capture of Belgrade During World War II. HistoryNet, 2006. június 12. (Hozzáférés: 2021. április 5.)
- Niehorster, Leo: Balkan Operations Italian Order of Battle Italian Army 5th April 1941. Leo Niehorster, 2013a. (Hozzáférés: 2021. április 5.)
- Niehorster, Leo: Balkan Operations Italian Order of Battle Italian Second Army 5th April 1941. Leo Niehorster, 2013b. (Hozzáférés: 2021. április 5.)
- Niehorster, Leo: Balkan Operations Italian Order of Battle Italian Albanian High Command 5th April 1941. Leo Niehorster, 2013c. (Hozzáférés: 2021. április 5.)
- Niehorster, Leo: Balkan Operations Italian Order of Battle Italian Commander of Troops in Zara 5th April 1941. Leo Niehorster, 2013d. (Hozzáférés: 2021. április 5.)